# Аполлон-15
«Аполло́н-15» (англ. Apollo 15) — девятый пилотируемый космический корабль в рамках программы «Аполлон», четвёртая высадка людей на Луну. Командир экипажа Дэвид Скотт и пилот лунного модуля Джеймс Ирвин провели на Луне почти трое суток (чуть менее 67 часов). Общая продолжительность трёх выходов на лунную поверхность составила 18 ч 30 мин. На Луне экипаж впервые использовал лунный автомобиль, проехав на нём в общей сложности 27,9 км. Было собрано и затем доставлено на Землю 77 килограммов образцов лунного грунта. После полёта специалисты назвали образцы, доставленные этой экспедицией, «богатейшим уловом» всей программы, а миссию «Аполлона-15» — «одной из самых блистательных с научной точки зрения».
Космический корабль был впервые оборудован модулем научных приборов (англ. SIM — Scientific Instrument Module) и доставил к Луне небольшой искусственный спутник, который был запущен под занавес миссии. На обратном пути к Земле пилот командного модуля Альфред Уорден впервые совершил выход в открытый космос в межпланетном пространстве, чтобы демонтировать и доставить на Землю отснятые фотокассеты.
Командный модуль корабля «Индевор» (англ. Endeavour — «устремление») был назван в честь легендарного парусника «Индевор», на котором британский исследователь и первооткрыватель Джеймс Кук совершил своё первое кругосветное путешествие в 1768—1771 годах.
Лунный модуль получил позывные «Фа́лкон» (англ. Falcon — сокол). Сокол — талисман Академии ВВС США. Все члены экипажа «Аполлона-15» были офицерами ВВС США.

## Экипажи
Основной экипаж
- Дэвид Скотт — командир (3-й космический полёт)
- Альфред Уорден — пилот командного модуля (1-й космический полёт)
- Джеймс Ирвин — пилот лунного модуля (1-й космический полёт)

На счету командира, Дэвида Скотта, были полёт в марте 1966 года в качестве пилота «Джемини-8» вместе с Нилом Армстронгом, когда впервые в мире была осуществлена стыковка двух космических аппаратов на околоземной орбите в ручном режиме. Полёт тогда был прерван досрочно, поскольку из-за неисправности одного из двигателей системы ориентации возникла реальная угроза для жизни астронавтов. Второй его полёт был в марте 1969 года в качестве пилота командного модуля «Аполлона-9» с первыми пилотируемыми испытаниями лунного модуля (LM-3). Для А. Уордена и Д. Ирвина этот полёт был первым.
Дублирующий экипаж
- Ричард Гордон
- Вэнс Бранд
- Харрисон Шмитт

Экипаж поддержки
- Джозеф Аллен
- Карл Хенайз
- Роберт Паркер

## Планирование и подготовка к полёту
26 марта 1970 года был официально объявлен состав основного экипажа «Аполлона-15»: командир — Дэвид Скотт, пилот командного модуля — Альфред Уорден, пилот лунного модуля — Джеймс Ирвин. Но всего через две с половиной недели после этого на пути к Луне потерпел аварию «Аполлон-13». Последующие полёты были отложены, возникла необходимость кардинальной проверки и доработки всех систем космического корабля. Согласно первоначальным планам, «Аполлон-15» должен был стать Эйч-миссией (англ. H-mission), как и «Аполлон-12», «Аполлон-13» и «Аполлон-14». Эйч-миссии предусматривали пребывание на Луне до полутора суток и по два выхода астронавтов на лунную поверхность продолжительностью от 4 до 5 часов. Но теперь появилось время, за которое можно было успеть собрать улучшенный лунный модуль и первый луномобиль, а значит, повышались и шансы, что следующий полёт после «Аполлона-14» станет Джей-миссией. В начале сентября 1970 года НАСА объявило об изменении программы «Аполлона-15» и об отмене полёта «Аполлона-19». Для повышения результативности экспедиции «Аполлона-15» её статус был повышен до Джей-миссии (высадки до трёх суток с основным акцентом на научные исследования), ей предстояло везти на Луну первый «Лунный Ровер» (англ. Lunar Roving Vehicle).
Когда экипаж «Аполлона-15» начинал готовиться к полёту, в НАСА ещё не существовало официальной программы геологической подготовки астронавтов. И хотя предыдущие экипажи тоже изучали теорию и выезжали на полевые занятия по геологии, этот процесс был не очень продуманным и во многом спонтанным. Для «Аполлона-15» геология впервые стала одним из приоритетов. Скотт и Ирвин занимались с Ли Силвером, геологом из Калифорнийского технологического института, специалистом по докембрию. Кандидатура Силвера была предложена Харрисоном Шмиттом в качестве альтернативы лекторам, которых НАСА использовало ранее. В конце 50-х годов XX века Силвер предложил важные усовершенствования метода определения возраста геологических пород с помощью радиоактивного распада урана и образования свинца.
Силвер вывозил основной и дублирующий экипажи в разные районы США на полевые занятия по геологии. За год, с мая 1970 по май 1971 года, астронавты побывали в 16 геологических экспедициях, посетив штаты Аризона, Невада, Нью-Мексико, Гавайские острова. Только основной экипаж «Аполлона-15» совершил 30 полномасштабных тренировок внекорабельной деятельности, часть из них в пешем порядке, часть — на так называемом «Гровере» (англ. Geologic Rover). По мере того, как приближалась дата старта, эти занятия становились всё более приближенными к реальной работе, которая астронавтам предстояла на Луне. Члены экипажей начали носить за плечами полноразмерные муляжи ранцев портативной системы жизнеобеспечения и вести переговоры с помощью портативных радиостанций с оператором связи. Во время геологических тренировок последний обычно сидел на большом удалении, в палатке в компании учёных-геологов, которые не знали, где конкретно находятся астронавты, и должны были полагаться только на их описания, чтобы понять, о какой местности идёт речь. Часто в таких случаях Ли Силвер бежал позади «Гровера», чтобы самому видеть то, что видят и описывают астронавты, и иметь возможность оценить правильность их выводов.
Пилот командного модуля Альфред Уорден и его дублёр Вэнс Бранд тоже занимались геологической подготовкой, но другого рода. Вместе с геологом египетского происхождения Фаруком аль-Базом они летали на самолётах и учились c воздуха определять особенности геологического строения того или иного района. При этом скорость и высота выбирались с таким расчётом, чтобы поверхность внизу проплывала примерно с той же скоростью, с которой под Уорденом вскоре будут проплывать лунные пейзажи. Большое внимание уделялось также тренировкам с аппаратурой модуля научных приборов. В общей сложности, научным аспектам миссии была посвящена примерно одна треть всего времени подготовки астронавтов.
В сентябре 1970 года, тогда же, когда статус «Аполлона-15» был повышен до Джей-миссии, было принято и решение о том, что посадка состоится в районе Хэдли — Апеннин. Ранее комиссия по выбору мест посадки сузила их число до двух: каньон Хэдли Рилл и окрестности кратера Мариус, возле которого есть множество интересных с геологической точки зрения куполообразных холмов, предположительно, вулканического происхождения. И хотя окончательный выбор обычно зависел не от командиров экипажей, их слово, как правило, имело большой вес. Для Дэвида Скотта было ясно — садиться нужно у Хэдли Рилл. Возражений ни у кого не возникло.

## Технические новации миссии
Чтобы выполнить задачи, возлагавшиеся на Джей-миссии, «Аполлон-15» должен был доставить к Луне на 1815 кг полезного груза больше, чем «Аполлон-14». Именно такой была разница между расчётной массой улучшенного лунного модуля «Аполлона-15» (16 330 кг) и массами предыдущих моделей лунного корабля (14 515 кг). Это количество складывалось из массы первого «Лунного Ровера» (около 209 кг), массы дополнительного научного оборудования и массы расходных материалов (кислорода, воды, питания), необходимых для пребывания астронавтов на Луне в течение трёх суток. Чтобы достичь увеличения полезной нагрузки, необходимо было скорректировать рабочую схему полёта и внести ряд изменений в конструкцию ракеты-носителя (РН) и пилотируемого космического корабля (ПКК).

### Изменения рабочей схемы полёта
Прежде всего, была понижена высота околоземной орбиты ожидания (перед переходом на траекторию полёта к Луне) со 185 км до примерно 170 км. Диапазон азимута при взлёте был изменён с 72—96° до 80—100°. Азимут при взлёте «Аполлона-15» составлял около 90°. Другие операционные изменения заключались в небольшом сокращении резервов топлива и увеличении загрузки топлива для перехода на траекторию полёта к Луне. Дополнительные возможности для увеличения полезной нагрузки давали сезонные факторы, такие как более благоприятное воздействие на запуск июльских температур и ветров, по сравнению с январскими.

### Конструкционные модификации РН и КК
Были внесены изменения в конструкцию первой ступени (S-IC) ракеты-носителя Сатурн-V. Вдвое, с восьми до четырёх, было сокращено количество тормозных ракетных двигателей (для отвода первой ступени от второй). Были модифицированы сопла всех пяти основных кислородно-керосиновых двигателей F-1, что позволило практически полностью использовать жидкий кислород в четырёх периферийных двигателях и обеспечить чуть более продолжительную работу центрального двигателя. На второй ступени (S-II) была улучшена система поддержания топлива под давлением. Три других модификации второй ступени были впервые применены на «Аполлоне-14»: в центральном двигателе, на линии подачи жидкого кислорода был установлен накопитель (аккумулятор) газообразного гелия; добавлено дублирующее устройство для аварийного отключения центрального двигателя и установлены упрощённые клапаны подачи топлива на всех пяти двигателях J-2 второй ступени. Эти изменения позволяли уменьшить вибрации и обеспечивали более эффективную работу двигателей. Но на «Аполлоне-15» была ещё одна оригинальная модификация. В случае сбоев в работе системы аварийного отключения центрального двигателя она могла быть дистанционно заблокирована на стартовой площадке или в полёте во избежание ошибочной команды на отключение.
С учётом уроков, извлечённых из аварии «Аполлона-13», были внесены изменения в конструкцию командного и служебного модулей корабля «Аполлон-15», с тем чтобы повысить их надёжность и безопасность. В служебном модуле была установлена дополнительная батарея электропитания, аналогичная пяти батареям посадочной ступени лунного модуля, и убраны перемешивающие вентиляторы из криогенных кислородных баков и термостаты-переключатели из цепей нагревания кислородных баков. В служебном модуле были установлены третий криогенный кислородный бак ёмкостью 145 кг и клапан, который в чрезвычайной ситуации позволял изолировать этот бак от топливных элементов и от двух других кислородных баков, чтобы поддерживать только работу системы жизнеобеспечения командного модуля. Был установлен также третий водородный бак ёмкостью около 12 кг, чтобы вместе с третьим кислородным баком обеспечивать корабль дополнительной электроэнергией. На внешней поверхности служебного модуля были смонтированы поручни и захваты для ног, которые должны были облегчить выход в открытый космос пилота командного модуля на обратном пути к Земле. Модуль научных приборов был изолирован от остальной части служебного модуля термоизоляцией.
Модификации были внесены и в конструкцию лунного модуля «Аполлона-15» по сравнению с «Аполлоном-14», хотя внешне корабли практически не отличались.
- Повышена ёмкость всех батарей электропитания посадочной ступени с 400 до 415 ампер-часов. Добавлена пятая батарея. Суммарная ёмкость доведена до 2075 ампер-часов[17].
- На посадочной ступени смонтирован второй бак с водой ёмкостью около 170 литров.
- На посадочной ступени смонтирован второй бак с газообразным кислородом ёмкостью около 39 кг для заправки кислородом ранцевой системы жизнеобеспечения.
- Добавлена система, способная хранить по 1200 см³ мочи на одного человека в день и по 100 см³ конденсата из ранцевой системы жизнеобеспечения на одного человека в час.
- Смонтирована дополнительная термоизоляция для более продолжительного пребывания на поверхности Луны.
- Расширены грузовые отсеки посадочной ступени. 1-й отсек (справа от лестницы, если смотреть на лунный модуль) предназначен для транспортировки «Лунного Ровера». Раньше в нём располагались зонтичная коротковолновая антенна и лазерный отражатель. Грузоподъёмность 4-го отсека (слева от лестницы), предназначенного для транспортировки научного оборудования (англ. Modular Equipment Storage Assembly — MESA, «хранилище модульного оборудования»), была увеличена с 91 кг (у «Аполлона-14») до 272 кг.
- Примерно на 25 см увеличена длина сопла двигателя посадочной ступени.
- Увеличение размеров топливных баков посадочной ступени на 8,5 см увеличило их ёмкость на 521 кг, что дало возможность продлить время зависания лунного модуля перед посадкой до 157 секунд (у «Аполлона-14» было 140 секунд)[17].

### Новая схема связи
Принципиальные изменения были внесены в схему связи между астронавтами на Луне и Землёй. Раньше она осуществлялась через антенны, установленные на лунном модуле. Но поскольку экипаж «Аполлона-15» должен был перемещаться по Луне на «Лунном Ровере», нужна была новая система связи, работающая даже тогда, когда лунный автомобиль находился бы вне прямой видимости лунного модуля. Для этого был разработан лунный передатчик информации (англ. Lunar Communications Relay Unit — LCRU), размером с небольшой чемоданчик. Он крепился впереди «Лунного Ровера», но был рассчитан и на переноску вручную. Лунный передатчик информации мог работать в нескольких режимах: 1) мобильном, когда «Лунный Ровер» находился в движении; 2) стационарном — во время остановок; 3) переносном — в случае поломки «Лунного Ровера» одному из астронавтов пришлось бы нести его в руках и 4) режиме дистанционного управления — операторы с Земли могли поворачивать телекамеру и менять угол её наклона, когда астронавты удалялись от лунного автомобиля, или во время взлёта лунного модуля.
В последнем режиме передатчик работал в паре с ещё одной новинкой — устройством управления телевизионной камерой по командам с Земли (англ. Ground Controlled Television Assembly — GCTA). Лунный передатчик информации имел три антенны: 1) коротковолновую параболическую антенну высокого усиления диаметром около одного метра для передачи цветного телевизионного сигнала (во время остановок астронавтам нужно было вручную направлять её на Землю); 2) коротковолновую спиральную антенну низкого усиления (для радиосвязи астронавтов с Землёй, когда «Лунный Ровер» находится в движении или антенна высокого усиления ещё не развёрнута) и 3) VHF-антенну, передающую голоса астронавтов и телеметрическую информацию с ранцевой системы жизнеобеспечения. Всё вместе это позволяло астронавтам поддерживать надёжную связь с Землёй, как бы далеко от лунного модуля они ни находились, и впервые давало возможность напрямую наблюдать за действиями экипажа по телевидению в любой момент внекорабельной деятельности, когда «Лунный Ровер» был остановлен.

### Снаряжение астронавтов
Вдвое, с 4 до 8 часов непрерывной работы на лунной поверхности, увеличен ресурс портативной ранцевой системы жизнеобеспечения астронавтов (по сравнению с «Аполлоном-14»):
- Давление в основных ёмкостях с кислородом увеличено с 69 до 97 атмосфер.
- Объём воды (для охлаждения скафандров) увеличен с 3,9 л до 5,2 л.
- Ёмкость батареи ранцевой системы повышена с 279 ватт-часов до 390 ватт-часов.
- Масса сорбента, поглощающего углекислый газ, в кассетах с гидроксидом лития увеличена с 1,36 кг до 1,415 кг[21].

Модернизированные скафандры обеспечили астронавтам бо́льшую подвижность и более комфортные условия для работы:
- Добавлены гибкие сочленения на поясе (для облегчения наклонов при размещении оборудования и сборе образцов породы и для удобства посадки на «Ровере»)[22] и на шее[23].
- Молния скафандра улучшена, убрана из паховой области и размещена диагонально[23].

## Район высадки
Лунный модуль «Аполлона-15» «Фалкон» совершил посадку дальше всех других «Аполлонов» от экватора, в точке с координатами 26°06’04" с. ш. 3°39’10" в. д. или 26,13222° с. ш. 3,63386° в. д. Это место расположено в Болоте Гниения (лат. Palus Putredinis), на юго-восточной окраине Моря Дождей (лат. Mare Imbrium), у подножия лунных Апеннин, самой высокой гряды лунных гор, высотой более 4500 метров. Сам район Хэдли — Апеннины и несколько гор и кратеров, расположенных здесь, названы в честь британского учёного-математика Джона Хэдли (1682—1744), который внёс усовершенствования в конструкцию телескопов-рефлекторов и изобрёл секстант. Здесь же находится Борозда Хэдли (англ. Hadley Rille), извилистый каньон шириной от одного до полутора километров и глубиной около 400 метров. Посадка в этом районе рассматривалась как очень многообещающая с научной точки зрения, поскольку давала возможность в ходе одной экспедиции получить геологические образцы окраины Моря Дождей, предгорий Апеннин и лунного каньона. Это было возможно даже в случае поломки «Лунного Ровера». Гора Хэдли Дельта высотой около 3350 метров находилась всего в 5 километрах, а каньон — примерно в километре от расчётной точки посадки. Специалисты считали, что в этом месте удастся найти более древние обломки лунной коры, чем в окрестностях кратера Фра Мауро, где высаживались астронавты «Аполлона-14». Здесь должны были быть породы, выброшенные в результате метеоритного удара, образовавшего кратер Хэдли С. Он расположен к юго-западу от места посадки, на другой стороне каньона Хэдли Рилл, и имеет около 2 километров в диаметре. Кроме того, в непосредственной близости от места посадки расположены две группы вторичных кратеров, Южный Кластер (англ. South Cluster) и Северный Комплекс (англ. North Complex). Считалось, что они возникли в результате ударов скальных пород, выброшенных во время образования больших кратеров Аристилл и Автолик. Они расположены в 150—300 километрах к северу от места посадки и известны своими светлыми лучами, которые простираются до района Хэдли—Апеннин. Место фактической посадки «Аполлона-15» имело ещё одно практическое преимущество по сравнению с альтернативным. Район у кратера Мариус расположен почти на одной прямой с районами посадок «Аполлона-12» и «Аполлона-14», в то время как Хэдли—Апеннины образует с ними большой треугольник. Такая конфигурация была более предпочтительной с точки зрения интерпретации данных, получаемых от сейсмометров и другой научной аппаратуры, установленной на поверхности Луны.

## Старт и полёт к Луне

### Старт и выход на орбиту Земли
Старт «Аполлона-15» состоялся в 13:34 UTC 26 июля 1971 года, всего на 0,187 секунды позже графика. Через 2 минуты 41 секунду после старта, на высоте примерно 70 км над Землёй произошло разделение первой и второй ступеней РН. В начале 6-й минуты полёта, на высоте 163 км, корабль летел уже практически горизонтально, набирая необходимую орбитальную скорость 7,8 км/с. В начале 10-й минуты были отключены двигатели второй ступени, через 1 секунду после этого третья ступень (S-IVB) отделилась от второй, и ещё через 0,1 секунды сработало зажигание единственного двигателя (J-2) третьей ступени. Через 11 минут 34 секунды после старта по команде бортового компьютера был выключен двигатель третьей ступени, «Аполлон-15» вышел на расчётную орбиту ожидания (171,3 км на 169,5 км) для последующего перехода на траекторию полёта к Луне. Масса корабля и третьей ступени носителя на орбите составила 140 970 кг, что и по сей день является самым большим грузом, выведенным на орбиту Земли с помощью одной ракеты-носителя. Если не считать запуска Скайлэба, при запуске которого, масса станции с ГО и второй ступени, составила 147,4 тонны. Экипаж впервые в ходе миссии оказался в состоянии невесомости, после того как во время взлёта перегрузки достигали 4 G. Астронавты занялись проверкой всех систем корабля перед включением двигателя третьей ступени и переходом на траекторию полёта к Луне. Уже на первом витке они начали выполнять научную программу «Аполлона-15», сделав несколько снимков Земли на камеру с объективом, прозрачным для ультрафиолетовых лучей, через один из иллюминаторов «Индевора», выполненного из кварца. При этом у них было и время полюбоваться видами Земли с орбиты.

### Старт к Луне и первый день полёта
Через 2 часа 50 минут после старта с Земли, на втором витке, в районе Гавайских островов двигатель третьей ступени «Аполлона-15» был снова включён. Он проработал 5 минут 51 секунду и разогнал корабль до скорости 10,827 км/с. «Аполлон-15» перешёл на траекторию полёта к Луне.
Вскоре после этого астронавты начали манёвр перестроения отсеков и стыковки командно-служебного модуля с лунным модулем, который находился в верхней части третьей ступени. Перед началом манёвра «Аполлон-15» находился уже в 6767 км от Земли, а его скорость под действием земной гравитации упала до 7,674 км/с. Альфред Уорден, пилот командного модуля, в ручном режиме с помощью двигателей системы ориентации отвёл «Индевор» от третьей ступени и совершил переворот корабля на 180° со скоростью 2° в секунду. Для сближения он на 4 секунды включил двигатели ориентации. В момент стыковки скорость сближения «Индевора» и «Фалкона» составляла 0,03 м/с. После первого касания захвата не произошло, и тогда Уорден ещё на 1—2 секунды включил двигатели системы ориентации. Командно-служебный и лунный модули состыковались. Астронавты надули переходной туннель и кабину лунного модуля. Проверка 12 автоматических стыковочных замков показала, что один из них не защёлкнулся. Уорден закрыл его вручную. После срабатывания четырёх пироболтов, с помощью которых лунный модуль крепился к третьей ступени, пружины оттолкнули от неё два состыкованных корабля со скоростью 0,25 м/с. Включение двигателей системы ориентации служебного модуля добавило к этой скорости ещё 0,12 м/с.
Когда «Индевор» и «Фалкон» отошли на расстояние примерно 150 м, третья ступень, по команде с Земли, была немного повёрнута и был включён её двигатель, чтобы увести её ещё дальше. Через три дня, примерно через час после того, как «Аполлон-15» вышел на окололунную орбиту, она на огромной скорости врезалась в поверхность Луны.
Ещё во время наддува кабины лунного модуля Скотт заметил и доложил на Землю, что на панели управления горит индикатор, показывающий, что открыты топливные клапаны маршевого двигателя служебного модуля и что, соответственно, двигатель работает, хотя было очевидно, что он никак не мог работать — все переключатели были выключены. Можно было предположить, что причина этого кроется в коротком замыкании, но было неясно, где оно произошло, и как с этой проблемой справляться. Десятки инженеров на Земле начали мозговой штурм, чтобы найти выход из положения. Через несколько часов неисправность была обнаружена. Проверка переключателей, открывающих и закрывающих топливные клапаны основного двигателя командно-служебного модуля, выявила короткое замыкание в переключателе, управляющем приводами открытия и закрытия топливных клапанов контура «А» основного двигателя. С контуром «В» всё было нормально (все системы в кораблях серии «Аполлон» в целях безопасности были дублированы, топливные клапаны в контурах «А» и «В» были независимы друг от друга).
Решено было отказаться от первой из четырёх запланированных на время полёта к Луне коррекций траектории. Первая коррекция должна была проводиться с помощью двигателей системы ориентации. Отказ от неё давал возможность на следующий день впервые опробовать маршевый двигатель. Оставалось только выработать особую процедуру его включения, при которой обнаруженное короткое замыкание не могло бы приводить к преждевременному включению или выключению двигателя.
В конце первого дня полёта астронавты перевели корабль в медленное вращение вокруг продольной оси (так называемый режим пассивного термического контроля — англ. Passive Thermal Control, или в обиходе — «режим барбекю») со скоростью 0,375° в секунду для того, чтобы солнечное тепло равномерно распределялось по поверхности. При таком вращении «Аполлон-15» совершал полный оборот вокруг своей оси примерно за 16 минут. В этот момент корабль уже удалился от Земли более чем на 125 000 км, а его скорость упала до 2,131 км/с.

### Второй день полёта
Утром Хьюстон разъяснил астронавтам последовательность действий до и во время предстоявшего включения маршевого двигателя. Окончательной выработкой рекомендаций на действующей тренировочной модели командно-служебного модуля на Земле занималась группа инженеров и астронавтов во главе с командиром дублирующего экипажа Ричардом Гордоном. В 28 часов 40 минут и 22,5 секунды полётного времени маршевый двигатель был включён в ручном режиме на 0,7 секунды, что увеличило скорость корабля на 1,62 м/с. Это позволило отказаться от ранее запланированных второй и третьей коррекций траектории. Включение маршевого двигателя командно-служебного модуля стало и его первым испытанием, которое показало, что короткое замыкание в переключателе может привести к зажиганию в двигателе, только если контур «А» находится под напряжением. Из этого был сделан вывод, что для коротких включений двигателя можно использовать только контур «В», а для более продолжительных — оба контура, но контур «А» при этом следовало подключать в ручном режиме через несколько секунд после зажигания и точно так же отключать его вручную за несколько секунд до автоматического выключения двигателя. После полёта в злополучном переключателе был обнаружен маленький кусочек проволоки длиной 1,4 мм, который и вызвал короткое замыкание.
На этот же день была запланирована инспекция лунного модуля, в предыдущих экспедициях астронавты впервые осматривали и тестировали системы лунного корабля на сутки позже. За несколько минут до перехода Скотта и Ирвина в лунный модуль в одном из контуров системы энергоснабжения командного модуля произошёл сбой, загорелся предупреждающий индикатор на главной панели управления. Одновременно возник непродолжительный сбой на линии связи. Как выяснилось вскоре, оба события не были связаны друг с другом и просто случайно совпали по времени. На станции дальней космической связи в Голдстоуне, в Калифорнии вышел из строя один из усилителей. А в «Индеворе» погасли таймер полётного времени в нижнем отсеке оборудования, индикаторы выполняемых программ на дисплее компьютера тоже в нижнем отсеке оборудования и подсветка некоторых индикаторов на главной панели управления. Всё это не было опасным, но до конца миссии доставляло астронавтам неудобства. Как выяснилось после полёта, причиной стало короткое замыкание в конденсаторе таймера полётного времени.
Первым в лунный модуль перешёл Джеймс Ирвин, за ним Дэвид Скотт, туда же немного просунулся и Альфред Уорден, который держал в руках телекамеру и вёл телетрансляцию. Астронавты сразу обнаружили, что у прибора, измеряющего высоту и скорость снижения во время посадки и расстояние и скорость сближения перед стыковкой, разбито внешнее стекло. Несколько осколков, по словам Скотта, были крупными, размером около 2—2,5 см, но большинство не превышали 1 мм в поперечнике. Они могли попасть в глаза и в дыхательные пути. Астронавты включили систему кондиционирования воздуха. Большую часть осколков притянуло к фильтру вытяжки, где Скотт и Ирвин собрали их клейкой лентой. Позже они тщательно пропылесосили кабину. Астронавты проверили все переключатели на панели управления «Фалкона», убедившись, что они находятся в тех положениях, в которых их установили до старта. Были протестированы системы электроснабжения, обеспечения жизнедеятельности и связи. К концу второго дня полёта «Аполлон-15» находился уже в 263 000 км от Земли, его скорость снизилась до 1,224 км/с.

### Третий день полёта
На третий день полёта Скотт, Уорден и Ирвин провели эксперимент по наблюдению вспышек (фосфенов). Большинство членов предыдущих экипажей, хотя и не все поголовно, докладывали о ярких вспышках, которые они наблюдали, когда закрывали глаза. Астронавты «Аполлона-15», лёжа в своих креслах, надели на глаза светонепроницаемые повязки. Эксперимент продолжался почти час. Скотт зафиксировал 23 вспышки, Уорден — 25, Ирвин — 12. Учёные пришли к выводу, что вспышки были вызваны космическими лучами высоких энергий, проходившими через глаза астронавтов или через зрительные центры в мозгу.
Затем Скотт и Ирвин ещё раз перешли в лунный модуль для окончательной проверки всех систем и повторной уборки. Они нашли ещё довольно много осколков стекла и ещё раз тщательно пропылесосили всю кабину «Фалкона». В конце дня, когда Скотт собирался начать ежевечернюю процедуру хлорирования питьевой воды в баке в нижнем отсеке оборудования, он обнаружил протечку. В невесомости вода собралась рядом с краном в довольно большой шар, который быстро увеличивался. Кран был закрыт, и было непонятно, где утечка, потому что всё вокруг было мокрым. На Земле начался очередной мозговой штурм. Через 15 минут астронавтам рассказали, что и как нужно делать. С помощью двух ключей Скотт быстро подтянул разболтавшееся соединение в системе хлорирования воды, и течь прекратилась. Вылившуюся воду астронавты собрали полотенцами, которые отправили сушиться в переходной туннель. После того, как Скотт, Уорден и Ирвин улеглись спать, «Аполлон-15» пересёк невидимую границу, за которой лунная гравитация стала больше земной. В этот момент он находился на удалении 353 374 км от Земли, скорость корабля упала до 0,893 км/с. Дальше она начала увеличиваться, а все полётные данные в Центре управления полётом в Хьюстоне были переведены в значения относительно Луны, а не Земли, как было до того.

### Четвёртый день полёта и выход на орбиту Луны
29 июля экипаж «Аполлона-15» провёл промежуточную коррекцию траектории полёта № 4 (в действительности, это была вторая коррекция из четырёх запланированных по дороге к Луне). Маршевый двигатель командно-служебного модуля был включён с помощью только контура «В» на 0,91 секунды, что добавило к скорости корабля 1,65 м/с. В это время расстояние до Луны составляло около 23 000 км, скорость — 1,211 км/с. После коррекции траектории астронавты сбросили дверь, закрывавшую отсек научных приборов на служебном модуле. В 78 часов 31 минуту 49 секунд полётного времени, после того как корабль впервые скрылся за диском Луны, его основной двигатель был включён с помощью только контура «В». Через 5 секунд в ручном режиме был подключён контур «А». Ровно через 6 минут после зажигания он был отключён, и дальше двигатель работал только на контуре «В». Всего включение двигателя продолжалось 6 минут 38 секунд, скорость корабля уменьшилась на 914,4 м/с. «Аполлон-15» вышел на окололунную орбиту с апоселением 313 км и периселением 109,3 км. Через 33 минуты после потери сигнала связь восстановилась, и Скотт доложил, что «Индевор» с грузом вышел на позицию.
Орбита «Аполлона-15» имела большое наклонение. В предыдущих полётах орбиты «Аполлонов» пролегали вблизи плоскости экватора. Поэтому Скотт, Уорден и Ирвин видели то, что с такого близкого расстояния до них не видел никто. В то время, как они описывали Хьюстону ландшафты Моря Ясности, третья ступень их ракеты-носителя (S-IVB) врезалась в поверхность Луны в точке с координатами 1,0° ю. ш. и 11,87° з. д., вне зоны видимости астронавтов.
 После четырёх часов пребывания на лунной орбите, в конце второго витка, астронавты совершили манёвр перевода корабля на орбиту снижения (англ. descent orbit insertion). До «Аполлона-12» включительно этот манёвр совершал только лунный модуль, уже отстыкованный от командно-служебного, после чего производились снижение и посадка. Начиная с «Аполлона-14», на орбиту снижения выводилась уже вся связка командно-служебного и лунного модулей, что позволяло экономить топливо в баках посадочной ступени лунного модуля и увеличивать полезную нагрузку. В 82 часа 39 минут 48 секунд полётного времени над обратной стороной Луны, вне зоны радиовидимости, с помощью только контура «В» был включён маршевый двигатель командно-служебного модуля. Он отработал 24 секунды ровно, что замедлило корабль на 65,2 м/с. «Аполлон-15» вышел на эллиптическую орбиту снижения 108,9 км на 17,6 км. Манёвр был совершён в периселении прежней орбиты, теперь это место стало апоселением новой. А периселений орбиты снижения оказался примерно в 460 км восточнее Хэдли, в месте, откуда на следующий день «Фалкон» должен был начать снижение на лунную поверхность.
Когда корабль показался из-за диска Луны и связь восстановилась, Скотт доложил Хьюстону, как прошло включение двигателя, и рассказал, что на всех огромное впечатление произвёл кратер Циолковский на обратной стороне с его внушительной центральной горкой. Скотт поинтересовался у Хьюстона, потребуется ли на следующий день делать коррекцию орбиты снижения. Оператор связи ответил, что, скорее всего, нет. Данные наземной службы слежения показывали, что в тот момент параметры орбиты составляли 107,7 км на 16,8 км, а на следующий день они, согласно расчётам, должны были составить 108,5 км на 16,1 км. Однако в 60-х годах XX века гравитационное поле Луны было ещё недостаточно хорошо изучено. Было известно, что оно неоднородно и что существуют локальные концентрации массы, так называемые масконы, совпадающие, в основном, с большими бассейнами ударного происхождения, вроде Моря Дождей, Моря Кризисов, Моря Ясности и Моря Восточного. Они оказывают воздействие на космические аппараты, меняя параметры их орбиты. Но ни один космический корабль ещё не летал по той орбите, по которой летел «Аполлон-15». Поэтому расчёты баллистиков оказались неточными.

## Посадка
К утру 30 июля, 5-го дня полёта, параметры орбиты сильно изменились — 108,8 км на 14,1 км. Специалистов в Центре пилотируемых полётов беспокоило то, что не был точно известен радиус Луны в районе посадки, погрешность высоты орбиты в точке периселения могла составлять ± 2750 метров. В конце 9-го витка, когда корабль находился над обратной стороной Луны, с помощью 20-секундного включения двигателей системы ориентации «Индевора» была проведена коррекция орбиты снижения. После манёвра параметры орбиты составили 109,9 км на 19,1 км. На 10-м витке Скотт впервые осмотрел район предстоящей посадки в бортовой телескоп и доложил, что поверхность выглядит достаточно ровной, больших скал или валунов он почти не видит, их много только на дне и на стенках каньона.
В начале 11-го витка Джеймс Ирвин, а за ним и Дэвид Скотт, перешли в лунный модуль и активировали все его системы. В начале 12-го витка, когда корабль находился за диском Луны, они предприняли попытку расстыковки. Но после восстановления связи с Землёй Скотт доложил, что расстыковка не удалась. Анализ телеметрической информации показал, что к стыковочному механизму не поступает сигнал на отведение защёлок. Причиной этого мог быть плохой контакт в штекере электросистемы. Пилот командного модуля Альфред Уорден наддул переходной туннель, открыл люк и разъединил и снова соединил все штекеры. Телеметрия на Земле показала, что проблема устранена. После повторной попытки корабли расстыковались. Это произошло с опозданием на 25 минут 43 секунды, но такая задержка не повлияла на график посадки на Луну.
На 14-м витке (от момента запуска прошло 104 часа 30 минут 12 секунд) был включён двигатель посадочной ступени «Фалкона». Через 95 секунд после этого в компьютер системы наведения и навигации были введены уточнённые данные. Это передвинуло ожидаемую точку посадки на 853 метра на запад, дальше по курсу. Через три минуты компьютер развернул «Фалкон» так, что теперь он летел опорами посадочной ступени вперёд, а иллюминаторы смотрели «вверх», в противоположную от Луны сторону. В таком положении посадочный радар мог «захватить» поверхность. Через 6 минут «Фалкон» летел уже в 9000 метрах от поверхности, а через 7,5 минуты пролетел над лунными Апеннинами на высоте 6700 метров. На высоте чуть более 2400 метров Хьюстон сообщил Скотту, что ожидаемое место посадки, по уточнённым данным, находится в 915 метрах южнее (левее по курсу) изначально запланированной цели. Вскоре после этого, и через 9 минут 22 секунды после включения двигателя посадочной ступени, компьютер перешёл к выполнению программы захода на цель. «Фалкон» на высоте чуть больше 2100 метров развернулся в вертикальное положение. До этого момента пилотирование лунного модуля «Аполлона-15» осуществлялось почти так же, как и во время предыдущих полётов на Луну. Заключительный этап посадки отличался тем, что была выбрана более крутая траектория — 25° вместо 14°. Это давало бо́льшую свободу манёвра на участке торможения, пролегавшем над горным хребтом, обеспечивало лучший обзор после разворота лунного модуля в вертикальное положение и более точный контроль над изменениями в наведении на цель в ручном режиме.
Увидев район предстоящей посадки с близкого расстояния и сравнив свою позицию в пространстве с расположением Южного Кластера и тем местом, где каньон делает крутой изгиб у подножия горы Хэдли Дельта, Скотт понял, что корабль, действительно, отклоняется к югу. Командир, как и подсказывал Хьюстон, сделал коррекцию вправо, к северу. Всего на заключительном этапе посадки Скотт вручную сделал 18 коррекций, которые в итоге переместили место посадки на 338 метров ближе по курсу и на 409 метров к северу (вправо по курсу).
Скотт искал четыре кратера, которые располагались на одной прямой линии — кратеры Матфей, Марк, Лука и Индекс (англ. Matthew, Mark, Luke and Index). Место посадки, определённое ещё на Земле, находилось рядом с кратером Индекс. Но Скотт не видел ни одного из этих кратеров. Ровное место для посадки было выбрано командиром примерно на высоте 610 метров, на высоте около 120 м он перешёл на ручное управление. В этот момент вертикальная скорость лунного модуля составляла 4,3 м/с. Ирвин постоянно сообщал командиру показания высотомера и вертикальную скорость. На высоте чуть больше 60 метров Скотт начал вручную снижать вертикальную скорость. Она понизилась до 3,35 м/с. На высоте 45 метров — до 1,8 м/с. На этой высоте стала видна пыль, поднимаемая двигателем с поверхности. Скотт доложил: «ОК. У меня — пыль». На высоте около 18 метров видимость упала практически до нуля из-за пыли, вертикальная скорость понизилась до 0,9 м/с. С высоты 6 метров до 2,4 метра «Фалкон» снижался на скорости 0,3 м/с. В этот момент Ирвин закричал: «Контакт!» Скотт почти моментально выключил двигатель посадочной ступени. Ещё 1,2 секунды корабль находился в свободном падении, вертикальная скорость при этом увеличилась до 2 м/с. (К нижней части трёх из четырёх опор посадочной ступени лунного модуля крепились тонкие щупы длиной 2,4 м. Если хотя бы один из них касался поверхности, на панели управления загорался синий сигнал «Контакт». Когда лунный модуль вставал на грунт, щупы просто ломались).
«Фалкон» ощутимо ударился о поверхность, он был существенно тяжелее всех предыдущих лунных модулей. Из всех шести посадок «Аполлонов» эта была самой жёсткой. Она состоялась в 22:16:29 UTC, от момента включения двигателя посадочной ступени лунного модуля прошло 12 минут 21,7 секунды. Скотт доложил в ЦУП: «ОК, Хьюстон, „Фалкон“ — на равнине у Хэдли». Лунный модуль встал на грунт с наклоном назад на 6,9° и влево на 8,6°, общий наклон составил около 11°. Неиспользованного топлива в баках ступени осталось 478,5 кг, его хватило бы на 103 секунды зависания. Астронавты ещё не знали, что они сели в 548 метрах к северо-западу от запланированного места посадки.

## Работа Уордена на орбите
Альфред Уорден один работал на окололунной орбите в течение трёх суток (почти 73 часа). В строго определённые полётным планом отрезки времени он проводил эксперименты и делал измерения с помощью аппаратуры, установленной в модуле научных приборов (масс-спектрометра, спектрометра гамма-лучей, рентгенофлуоресцентного спектрометра и спектрометра альфа-частиц). Уорден сделал подавляющее большинство из 1529 снимков лунной поверхности на панорамную камеру и 2240 снимков на картографирующую камеру, снятых в ходе всей миссии. Эти снимки, а также визуальные наблюдения и доклады Уордена специалистам на Земле во многом определили выбор места будущей посадки «Аполлона-17» в долине Таурус—Литтров, на юго-восточной окраине Моря Ясности.

## Первый день на Луне

### «Стоячий» выход из корабля
Экипажи предыдущих экспедиций «Аполлонов» в первые часы после посадки на Луну обычно готовились к выходу на поверхность. Но к моменту посадки «Аполлона-15» прошло уже больше 11 часов с тех пор, как Скотт и Ирвин проснулись после предыдущего ночного отдыха. И, если бы они попытались осуществить полноценный 8-часовой выход на поверхность, тогда в итоге у них мог получиться 26-часовой рабочий день. Полётный план предусматривал особую внекорабельную деятельность, которая никогда раньше не применялась. Через два часа после прилунения астронавты начали так называемый «стоячий» выход из корабля (англ. Stand-up EVA). Скотт открыл верхний люк лунного модуля и убрал стыковочные узлы. Встав на обшивку двигателя взлётной ступени, он высунул голову, руки и плечи из корабля. Так командир смог осмотреть окрестности во все стороны и сделать панорамные снимки с помощью 70-мм камеры с 500-мм объективом. Одновременно он подробно описывал всё, что видит, специалистам-геологам на Земле. Скотт не обнаружил практически ни одного крупного камня или валуна. «Условия для езды вполне приличные», — доложил он Хьюстону. Через 33 минуты после начала выхода Скотт вернулся в кабину.
После наддува кабины Скотт и Ирвин сняли скафандры. Они стали первыми среди астронавтов, побывавших на Луне, кому было разрешено забраться в свои гамаки и заснуть без космического снаряжения. Ирвин впоследствии вспоминал:

Гамак Дэйва висел сверху, в направлении от передней части кабины к задней, а мой под ним — перпендикулярно. Мой гамак был немного наклонён, и ноги слегка болтались. В лунном модуле было шумновато: работали всякие насосы и вентиляторы. Ощущения были такими, будто спишь в котельной. Но как же было комфортно! Гамаки походили на матрасы, наполненные водой, а мы были лёгкими, как пёрышки. Из трёх ночей, проведённых на Луне, именно в первую я спал лучше всего.
Оригинальный текст (англ.)
Dave was sleeping fore and aft, and I was athwart ship, with my hammock slung under his. I noticed that my hammock was bowed out a little bit and my feet were sort of dangling off. It was noisy in the LM with the pumps and fans running, something like sleeping in a boiler room. But, man, it was comfortable sleeping! Those hammocks felt like waterbeds, and we were light as a feather. The first night’s sleep was the best I had the three nights we were there.

### Первая поездка по Луне
В первую ночь на Луне Скотт и Ирвин спали всего пять с половиной часов. Хьюстон разбудил их раньше запланированного. Телеметрия показывала небольшую утечку из кислородного бака посадочной ступени. Как выяснилось, причиной был неплотно закрытый клапан трубки сброса мочи за борт. Из 43 кг кислорода, находившихся в баке, было потеряно 3,6 кг. Это было не очень страшно, потому что резерв на случай непредвиденных обстоятельств составлял ровно половину бака. Утечка была быстро устранена, и вскоре астронавты начали готовиться к первому выходу на поверхность. Через 4 часа 12 минут после пробуждения Скотт начал разгерметизацию кабины, открыв в выходном люке клапан сброса давления. Из-за тесноты командир долго не мог протиснуться в люк. Только через 10 минут после его открытия Скотт, наконец, выбрался на площадку наверху лестницы. Здесь он дёрнул за шнур и открыл грузовой отсек, тем самым включив телекамеру. Спустившись на грунт, Дэвид Скотт сказал:

Окей, Хьюстон. Стоя здесь, в Хэдли, посреди чудес непознанного, я осознаю, что есть фундаментальная истина нашей натуры. Человек должен исследовать, и это — исследование в величайшем смысле слова.
Оригинальный текст (англ.)
Okay, Houston. As I stand out here in the wonders of the unknown at Hadley, I sort of realize there's a fundamental truth to our nature. Man must explore. And this is exploration at its greatest.

Осмотрев лунный модуль, Скотт доложил, что «Фалкон» сел на склоне крутизной около 10°, двумя опорами попав в небольшой кратер. Его задняя левая опора стоит примерно на 60 см ниже задней правой, а левая передняя тоже немного ниже правой. Он добавил, что повредил сопло двигателя посадочной ступени. Колокол сопла был довольно сильно смят по всей окружности. Впрочем, по результатам послеполётного анализа специалисты сделали вывод, что касания сопла о грунт всё-таки не было. Скорее всего, деформация произошла вследствие нарастания давления реактивной струи, отражённой от лунной поверхности.
Примерно через четыре минуты после того, как Скотт ступил на лунную поверхность, Ирвин, получив одобрение командира, тоже начал протискиваться в люк. Он стал спускаться по лестнице небольшими прыжками. Случайно он промахнулся, не попав ногами на нижнюю ступеньку, и опустился на круглую, как тарелка, нижнюю часть опоры лунного модуля, скользя руками по поручням вниз. Когда астронавт уже хотел сойти с тарелки опоры, она неожиданно повернулась. Из-за наклона «Фалкона» тарелка передней опоры едва касалась поверхности и свободно вращалась вокруг оси. Ирвин чуть не опрокинулся назад в самый ответственный момент прямо перед телекамерой. Затем он обеими ногами спрыгнул на грунт, посмотрел в сторону гор и воскликнул: «Как красиво! Напоминает Сан Вэлли!» (англ. Sun Valley — горнолыжный курорт в штате Айдахо, США).
В 20 метрах от лунного модуля Скотт установил телекамеру, а Ирвин, тем временем, собрал аварийный образец лунного грунта (на случай, если по каким-либо причинам пришлось бы срочно прервать пребывание на Луне). Этот образец стал последним подобным образцом в ходе программы Аполлон. Далее астронавты приступили к главному. Во всех предыдущих экспедициях одной из первейших задач экипажей была установка комплекта для научных экспериментов ALSEP (англ. Apollo Lunar Surface Experiment Package). Но Скотт и Ирвин первым делом должны были выгрузить «Лунный Ровер» и отправиться в первую 4-километровую геологическую поездку к тому месту, где каньон Хэдли Рилл вплотную подходит к подножию горы Хэдли Дельта. Во время полёта «Лунный Ровер» хранился в сложенном состоянии в грузовом отсеке справа от лестницы, если смотреть на лунный модуль. Выгрузка производилась наполовину вручную, наполовину автоматически. Чтобы выгрузить «Ровер», астронавты должны были осторожно вытягивать его из грузового отсека с помощью двух лентовидных тросов. Луномобиль при этом постепенно раскладывался и опускался на поверхность.
В начале процесса выгрузки «Лунного Ровера» Джеймс Ирвин всё-таки упал. Пятясь назад, он одной рукой тянул трос, а другой снимал происходящее на кинокамеру, но споткнулся и завалился на спину. Дэвид Скотт помог коллеге встать на ноги. После выгрузки луномобиль встал на грунт носом к «Фалкону». Скотт и Ирвин вручную, приподняв «Ровер» за боковые ручки, немного его развернули, чтобы не начинать с движения задним ходом. Примерно через 17 минут после начала выгрузки командир впервые запрыгнул на своё сидение.
Во время первого тест-драйва Дэвид Скотт обнаружил, что не поворачиваются передние колёса. Безуспешно провозившись с переключателями несколько минут, он, по совету с Земли, решил оставить всё как есть. Конструкция «Лунного Ровера» предусматривала два отдельных рулевых электродвигателя — один для передних колёс, другой — для задних. Если были включены оба двигателя, обе колёсные пары поворачивали в противоположных направлениях, при этом минимальный радиус разворота составлял всего три метра. Но управлять луномобилем можно было и отключив любой из двух двигателей, только радиус разворота при этом увеличивался до 6 метров. Скотт смонтировал на «Ровере» и подключил лунный передатчик информации, устройство дистанционного управления телекамерой, саму телекамеру и обе антенны, а Ирвин, тем временем, установил подставку для геологических инструментов и загрузил контейнеры для образцов лунного грунта. Затем командир включил навигационную систему «Ровера». С помощью одноосного гироскопа и счётчиков оборотов на всех четырёх колёсах она показывала пройденное расстояние, дистанцию до лунного модуля по прямой и направление, в котором он должен находиться. Вскоре на своё сидение сел и Джеймс Ирвин. И тут выяснилось, что ремни безопасности, которыми необходимо было пристегнуться, слишком тесные. А ослабить их было нельзя. На Земле их подогнали индивидуально под каждого астронавта без учёта слабой лунной гравитации. Скотту пришлось спешиться и помочь Ирвину пристегнуться. Потом он с трудом, но всё-таки пристегнулся и сам.
Спустя 2 часа и 6 минут после разгерметизации кабины Скотт и Ирвин двинулись в путь. Их первой целью был кратер Элбоу (англ. Elbow Crater), названный так потому, что он расположен в том месте, где Борозда Хэдли делает крутой изгиб, похожий на руку, согнутую в локте. Элбоу располагался недалеко от большого кратера Св. Джордж (англ. St. George Crater), служившего отличным ориентиром. Командир доложил Земле, что пыли нет совсем. Скотт сообщил также, что они едут со средней скоростью 8—10 км/ч. Демпфирование колебаний у «Ровера» было гораздо более медленным, чем у его аналога, рассчитанного на земное притяжение, но стабильность почти такой же. Максимальная скорость на ровных прямых участках достигала 13 км/ч. Через тринадцать минут и почти через полтора километра после начала поездки астронавты выехали на край Борозды Хэдли. Ещё через 13 минут они подъехали к восточной кромке кратера Элбоу. За 26 минут астронавты проехали 4,5 км, от места первой остановки до лунного модуля по прямой было 3,2 км.

### Геологические изыскания
По прибытии на место Скотт сориентировал антенну высокого усиления на Землю. Оператор в Хьюстоне стал показывать всё происходящее на Луне и панорамы окрестностей. Астронавты собирали образцы камней и грунта, одновременно фотографируя и описывая те детали, которые не могла передать телевизионная картинка. У кратера Элбоу работа продолжалась 10 минут. Скотт снова помог Ирвину пристегнуть ремень безопасности, и они поехали дальше.
Вскоре астронавты начали взбираться по склону горы Хэдли Дельта. Им не нужно было подниматься до самого кратера Св. Джордж. Необходимо было просто найти достаточно высокое место, в котором не могли находиться породы, складывающие лунные моря. Поскольку «Ровер» ехал в гору, скорость передвижения снизилась примерно до 7 км/ч. Проехав всего семь минут от кратера Элбоу, астронавты увидели валун около метра в диаметре, лежавший на склоне метров на пятьдесят выше уровня долины, где они совершили посадку. Других валунов поблизости не было, поэтому останавливаться нужно было в этом месте. От лунного модуля Скотт и Ирвин проехали 5,5 км, расстояние до него по прямой равнялось 3,9 км.

Выйдя из «Лунного Ровера», Скотт сообщил Хьюстону, что они с Ирвином находятся высоко на склоне горы и отсюда смотрят вниз, в долину. Астронавты работали специальными граблями, совками на длинных ручках и особыми щипцами, которые были сделаны, как двойные грабли, для того, чтобы удобно было захватывать небольшие образцы породы. Они сделали 16 фотографий валуна, Скотт молотком отколол от него несколько кусков, которые они собрали, и затем астронавты перевернули валун и взяли образцы грунта из-под него, чтобы можно было узнать, как долго он на этом месте пролежал.
 Лунного модуля отсюда, с места второй остановки (англ. Station 2), видно не было. По плану, астронавты должны были ещё взять пробу грунта с помощью трубки-пробоотборника. Нижнюю из двух секций трубки (каждая длиной около 35 см) Ирвин легко углубил в грунт руками, дальше её пришлось забивать молотком. К тому моменту, когда работа у кратера Св. Джордж была завершена, Скотт и Ирвин уже находились там 50 минут. Изначально в первой поездке была запланирована ещё одна геологическая остановка, примерно в километре к востоку от этой. Но от неё пришлось отказаться. Астронавты уже отставали от графика на 43 минуты.
Возвращаться назад к лунному модулю решено было не той же дорогой, а кратчайшим путём, чтобы до конца испытать навигационную систему «Ровера». Первую часть пути астронавты ехали вниз по склону. Поскольку уклон становился всё меньше, Скотт разогнался быстрее, и, когда попытался объехать очередное препятствие, «Ровер» развернуло на 180°. Он доложил об этом в Хьюстон. Сомнения в безупречной работе навигационной системы «Ровера» были развеяны через семь с небольшим минут после начала обратного пути, когда Ирвин прямо по курсу увидел солнечные блики на поверхности лунного модуля. Астронавты впервые удалялись от корабля настолько, что его не было видно. Вскоре Скотт сделал несанкционированную, самовольную остановку. Он увидел интересный камень, кусок базальта, гораздо более тёмного цвета, чем окружающий грунт, и решил его подобрать без разрешения Хьюстона, потому что был уверен, что ему ответят отказом. Он сообщил, что останавливается, чтобы поправить ремни безопасности. Ирвин без слов понял командира и для прикрытия начал подробно описывать Хьюстону, какие интересные кратеры он видит вокруг. По возвращении астронавтов на Землю камень стал известен, как «Базальт ремней безопасности» (англ. The Seatbelt Basalt). Подъехав к лунному модулю, Скотт поставил «Ровер» у грузового отсека, в котором находился комплект научных приборов ALSEP. Первая поездка продолжалась 2 часа 15 минут, Скотт и Ирвин за это время покрыли расстояние в 10 километров 300 метров. Они собрали 14,5 кг образцов лунного грунта.

### Установка ALSEP и проблемы с бурением
Астронавты вернулись к лунному модулю через 4 часа 20 минут после начала первого выхода на поверхность и планировали посвятить остаток времени установке комплекта научных приборов ALSEP (англ. Apollo Lunar Surface Experiments Package) и бурению глубоких отверстий в грунте. Оба испытывали сильную жажду и голод. Скотт через трубочку сделал несколько глотков из контейнера с водой, который крепился к внутренней стороне шейного кольца скафандра, и съел половину «фруктовой палочки» (англ. fruit stick). Этот питательный шоколадно-фруктовый батончик длиной около 15 см находился в кармашке тоже на шейном кольце, и до него легко можно было дотянуться губами. У Ирвина с водой ничего не получилось, он без проблем доставал до трубочки, но вода не поступала через клапан. Зато с «фруктовой палочкой» всё было в порядке, и он съел её целиком. К моменту возвращения к лунному модулю астронавты отставали от графика примерно на 30 минут.
Комплект научных приборов ALSEP, чтобы его не засыпало лунной пылью во время взлёта, нужно было установить не менее, чем в 100 метрах от «Фалкона». Хорошее место нашлось в 125 метрах к западу. Комплект включал в себя семь приборов: 1) пассивный сейсмометр (англ. Passive Seismic Experiment); 2) магнитометр (англ. Lunar Surface Magnetometer Experiment; 3) спектрометр солнечного ветра (англ. Solar Wind Spectrometer Experiment); 4) детектор горячих ионов (англ. Suprathermal Ion Detector Experiment); 5) прибор для изучения тепловых потоков в лунном грунте (англ. Heat Flow Experiment); 6) холодно-катодный измеритель (англ. Cold Cathode Gauge) для измерения сверхмалого атмосферного давления и 7) детектор лунной пыли (англ. Lunar Dust Detector Experiment). Скотт разместил прибор для изучения тепловых потоков, а Ирвин — центральную станцию, радиоизотопный термоэлектрогенератор и остальные приборы. Пока он этим занимался, Скотт приступил к бурению. Он соединял свёрла, каждое длиной по 53 см, по два, затем подсоединял очередную пару. Если бы всё шло нормально, он управился бы примерно за полчаса.
 Но проблемы начались почти сразу. За 10 секунд Скотт легко углубился на глубину одного сверла, примерно на полметра, после чего был вынужден доложить, что грунт становится всё твёрже. Примерно через 4 минуты после начала бурения ему удалось углубиться на 162 сантиметра, но дальше бур не двигался совсем, как будто упёрся в скальные породы. Из необходимых 294 см было пройдено чуть больше половины (для сравнения — в следующей экспедиции пилот лунного модуля «Аполлона-16» Чарльз Дьюк пробурил первое отверстие для эксперимента по изучению тепловых потоков почти на полную глубину в 2,5 метра ровно за минуту, а командир «Аполлона-17» Юджин Сернан сделал то же самое чуть меньше, чем за три минуты. Но всё это стало возможным только с учётом опыта Скотта).
Специалисты в Хьюстоне решили, что глубина более или менее достаточная, и предложили Скотту погрузить зонд в отверстие и переходить к бурению следующего. Но он не смог вытащить бур, его как будто намертво заклинило в грунте. По совету Хьюстона, Скотт извлёк бур с помощью специального ключа, предназначенного для развинчивания секций глубокой пробы грунта. Почти через 21 минуту после начала бурения первый зонд был погружён в отверстие, он опустился на глубину 152 см. Со вторым отверстием всё повторилось. Первая секция сверла вошла в грунт на полную глубину за 13 секунд, вторая — за 28 секунд. Но дальше, несмотря на все усилия, прогресса не было. Как выяснилось позже, уже на Земле, виной всему была неудачная конструкция бура. Между тем, прошло уже почти шесть часов после выхода на поверхность, кислорода у Скотта оставалось всего на полчаса. В Хьюстоне решили, что бурение лучше завершить в следующий раз, по окончании второй поездки. А пока Скотта попросили установить лазерный отражатель (англ. Laser Ranging Retro-Reflector). Он отнёс его подальше, примерно на 30 метров от «Лунного Ровера», чтобы не испачкать пылью.
Вернувшись к лунному модулю, астронавты загрузили собранные образцы породы и кассеты с отснятой фотоплёнкой в контейнеры и, насколько это было возможно, щёткой почистили друг друга от лунной пыли. Когда Скотт и Ирвин поднялись в кабину «Фалкона», у командира оставалось 10 % кислорода. Первый выход на лунную поверхность продолжался 6 часов 32 минуты 42 секунды.

### После прогулки
После наддува кабины Ирвин попросил Скотта помочь снять его перчатки, сказав, что очень болят пальцы. То же самое было и у Скотта из-за того, что руки в перчатках во время работы приходилось постоянно сжимать, сопротивляясь внутреннему давлению в скафандрах (Харрисон Шмитт, пилот лунного модуля «Аполлона-17», позже сравнивал это с постоянным сжатием в руках теннисных мячей в течение нескольких часов подряд). Ситуация осложнялась тем, что руки в перчатках потели настолько, что кожа пальцев начала отслаиваться от ногтей. (Ирвин после этого постриг ногти совсем коротко. Скотт не стал этого делать, и синяки у него под ногтями оставались в течение некоторого времени даже после возвращения на Землю). Когда астронавты сняли перчатки, из них полился пот. Ирвин позже предполагал, что, возможно, они выбрали недостаточный режим охлаждения скафандров.
Сняв шлемы, Скотт и Ирвин почувствовали резкий запах лунной пыли. По словам Скотта, он был похож на запах пороха, но об этом он сказал только Ирвину, и то шёпотом, чтобы не напугать Хьюстон. Тут же астронавты увидели воду на полу, она вытекала из двух небольших трещинок, образовавшихся в пластиковом соединении, с помощью которого к водяному шлангу крепился пластмассовый антибактериальный фильтр. Скорее всего, они повредили соединение фильтра, когда поворачивались в тесной кабине «Фалкона» в скафандрах. Воды, на вид, было немного, но было непонятно, как долго она уже течёт и сколько её могло вытечь. Астронавты отсоединили фильтр, и течь прекратилась. Несмотря на все усилия по очистке, нижняя часть скафандров, от бедра и ниже, была очень грязной. Ещё до полёта астронавты планировали, что будут обеими ногами сначала залезать в мешки для мусора и только после этого снимать скафандры. Так они и сделали. Большая часть пыли, благодаря этому, оставалась в мешках. Примерно через 1 час 41 минуту после наддува кабины Скотт доложил Хьюстону об утечке воды. Оператор связи (англ. CapCom — Capsule Communicator) Джо Аллен ответил, что на Земле вообще нет никаких данных об утечке.
Вскоре Скотт и Ирвин получили возможность поговорить с Альфредом Уорденом, который в одиночку продолжал работу на орбите в командно-служебном модуле. Скотт спросил, не видел ли он их следов. Уорден ответил, что смотрел в телескоп, но следов не разглядел. И буквально через минуту, уже пролетая прямо над местом посадки, Уорден сказал, что, кажется, видит, но не следы «Ровера», а округлое пятно, цвет которого немного отличается от цвета окружающей лунной поверхности. Через 1 час 4 минуты после того, как Аллен попрощался с астронавтами, на связь с ними вышел сменивший его Роберт Паркер. Он сообщил, что запасы воды в баках лунного модуля за последние полчаса уменьшились примерно на 11 литров, но заверил при этом, что ситуация представляется стабильной.

## Второй день на Луне

### Поездка к горе Хэдли Дельта
На следующий день очередной оператор связи разбудил астронавтов и настойчиво попросил найти разлившуюся воду, подсказав, что искать её, возможно, следует за обшивкой двигателя взлётной ступени, куда она могла затечь из-за сильного наклона «Фалкона». Когда Скотт доложил, что лужа найдена, Хьюстон ответил, что вычерпать её можно пустыми контейнерами из-под пищи, собрав в контейнер от кассет с гидроксидом лития (кассеты с гидроксидом лития использовались в ранцах для поглощения углекислого газа). Остатки воды следовало собрать полотенцами. Скотт и Ирвин так и сделали, полностью вычерпав и осушив всю лужу. Водой были целиком заполнены два контейнера из-под кассет с гидроксидом лития, ещё примерно с полконтейнера вошло в мешок для хранения гермошлемов. От половины одного из контейнеров Скотту предложили освободиться, слив её в систему сброса мочи за борт. А два полных контейнера следовало закрыть крышками и заклеить их клейкой лентой, но не слишком плотно, а так, чтобы воздух мог постепенно из них выйти во время разгерметизации. Из-за сбора разлившейся воды астронавты уже отставали от графика примерно на 1 час.
Через 4 часа 21 минуту после пробуждения Скотт выбрался из кабины лунного модуля на лестницу и выбросил на поверхность контейнеры с водой. Ещё через 10 минут на лунную поверхность спустился и Ирвин. Перед началом второй поездки Хьюстон попросил Скотта сначала несколько раз переключить выключатель переднего рулевого электродвигателя, а затем в обычном порядке включить электропитание «Лунного Ровера». После этого нужно было выключить переднее рулевое управление и снова включить. Когда всё это было проделано, передний рулевой электродвигатель заработал, как ни в чём ни бывало. Скотт даже пошутил, что ночью на Луну, должно быть, прилетали парни из «Боинга» и Космического центра Маршалла, чтобы починить своё детище.
Во второй поездке перед астронавтами стояла задача добраться до Апеннин Фронт, подняться немного в гору и сделать там по возможности три геологические остановки. Сначала Скотт и Ирвин ехали строго на юг к Южному Кластеру. Геологи считали, что там могут обнаружиться образцы обломков древней лунной коры, выброшенные когда-то в результате ударов метеоритов. Наиболее интересными представлялись кратер Спар (англ. Spur Crater), относительно свежее образование сорока метров в диаметре, и большой валун, лежавший на склоне чуть выше. Скотт и Ирвин доехали почти до Спара и повернули на восток, вдоль Апеннин Фронт. К Спару и валуну они решили заехать позже, на обратном пути. Вскоре астронавты остановились у небольшого свежего кратера. От «Фалкона» до этой остановки (англ. Station 6) они ехали 42 минуты, за это время было покрыто расстояние 6,5 км, по прямой до лунного модуля было 5 км.
 Выйдя из «Лунного Ровера», астронавты обнаружили, что находятся на склоне крутизной от 8° до 10°. Место, где они остановились, было почти на 100 метров выше равнины, на которой стоял лунный модуль. Сам «Фалкон» был отлично виден внизу вдали. Астронавты сосредоточились на двух небольших кратерах, собрав внутри них и вокруг образцы породы. Один крупный камень, который не влезал в тефлоновый пакет, Скотт расколол ударом молотка на несколько кусков. Для определения свойств грунта Ирвин, по просьбе Хьюстона, на кромке кратера прокопал совком небольшую канавку. Грунт был не очень рассыпчатым, похожим на графитовый порошок, стенки канавки хорошо держались. Чтобы сфотографировать результат, Скотт встал на внутреннюю стену кратера, крутизна которой была вдвое больше крутизны склона горы, и, потеряв равновесие, упал. На этот раз Ирвин протянул руку, чтобы помочь своему командиру встать на ноги. Хьюстон попросил астронавтов набрать совком побольше грунта. Они загрузили в пакет чуть больше 1 кг. В месте этой остановки астронавты работали 1 час 4 минуты, после чего Хьюстон попросил их поехать обратно, на запад, к валуну, который они видели по пути.
До валуна они добрались за 3 минуты. Крутизна склона здесь была около 15°. На месте этой остановки (англ. Station 6a) навигационные приборы «Лунного Ровера» показывали, что от начала поездки пройдено 6,9 км, до «Фалкона» по прямой было 5 км. «Ровер» стоял очень ненадёжно. Его левое заднее колесо не доставало до грунта почти 15 сантиметров. Без присмотра оставлять его было нельзя. Осмотрев валун по очереди, астронавты обнаружили, что он был светло-зелёным. Пока Ирвин держал «Ровер», Скотт щипцами поскоблил поверхность камня и отколол от него несколько небольших кусков. Анализы, сделанные позже на Земле, показали, что в них много стекла с высоким содержанием окиси магния. Это и придавало всему валуну зелёный оттенок. Поблизости Скотт собрал образцы грунта, который также выглядел зеленоватым. Работа около валуна, который впоследствии получил название The Green Boulder, продолжалась чуть больше шести минут. 230 метров до следующей остановки (англ. Station 7) у кратера Спар астронавты покрыли за 2 минуты 48 секунд, средняя скорость «Ровера» на этом отрезке составляла 4,9 км/ч, почти вдвое меньше, чем на равнине. Всего Скотт и Ирвин на этот момент проехали 7,3 км, расстояние до лунного модуля сократилось до 4,7 км.

### Камень Бытия и кратер Дьюн
Вскоре после остановки у кратера Спар астронавты заметили камень размером примерно 10 сантиметров, который, как на пьедестале, лежал на куске брекчии и ярко сверкал на солнце. Это был кусок кристаллической породы, целиком состоящий из минерала плагиоклаза, и он очень отличался от брекчий и базальтов, которые они собирали до сих пор. «Кажется, мы нашли то, зачем сюда прилетели», — доложил Скотт Хьюстону. «Думаю, мы нашли что-то близкое к анортозиту, — добавил он, — потому что камень кристаллический, и он почти весь состоит из плагиоклаза».
Скотт и Ирвин бережно упаковали образец, который потом стал известен, как Камень Бытия (англ. The Genesis Rock). Его возраст был оценён специалистами на Земле примерно в 4,1 миллиарда лет. Значимость этой находки была огромной. Экипажи «Аполлона-11» и «Аполлона-12» привезли на Землю образцы пород, слагающих лунные моря. Геохимики по ним определили возраст лавовых потоков, которые создали эти моря. Экипаж «Аполлона-14» привёз образцы брекчии, которые подтвердили общие предположения о возрасте и составе пород, выброшенных из таких огромных бассейнов, как Море Дождей. Оставалось найти фрагменты древней лунной коры. Это было одной из главных задач экипажа «Аполлона-15», и Скотт и Ирвин с ней справились через два с половиной часа после начала второй поездки. Астронавты подобрали и кусок пьедестала, на котором лежал Камень Бытия, после того как Ирвин разбил брекчию совком. В завершение, Скотт и Ирвин подобрали камень размером с большой грейпфрут весом 4,8 кг, он стал вторым по величине из образцов лунной породы, собранных экипажем «Аполлона-15». Всего у кратера Спар астронавты за 50 минут работы нашли четыре образца анортозита, но Камень Бытия был первым из них и самым крупным.
Отсюда Скотт и Ирвин направились вниз, в направлении лунного модуля, но по пути им ещё предстояло сделать остановку у кратера Дьюн (англ. Dune Crater). Первоначально остановку здесь (англ. Station 4) предполагалось сделать в начале второй поездки, но по ходу её решено было отложить на конец. Дорога сюда заняла около 13 минут, до этого места «Лунный Ровер» покрыл расстояние в 8,9 км, до «Фалкона» оставалось 3,4 км. Астронавты собрали несколько камней и совков грунта и принялись за валун с большими полостями на его поверхности, лежавший на самом краю кратера. Скотт молотком отколол от него несколько кусков. Один из них, весом около 2 кг, стал самым большим из всех, которые откалывали от лунных валунов и скал астронавты «Аполлонов». Возвратившись к лунному модулю, астронавты выгрузили собранные образцы. Вторая поездка по Луне продолжалась 3 часа 58 минут. Скотт и Ирвин проехали 12,5 км и собрали 34,9 кг образцов лунного грунта.

### Бурение. Вторая попытка
Скотту нужно было заканчивать с бурением, а Ирвина ожидали эксперименты по изучению механики грунта. В течение почти суток, которые прошли после первой попытки бурения, специалисты NASA думали, как преодолеть возникшие трудности. Скотту посоветовали не давить сильно в начале бурения и, если он заметит, что бур начинает застревать, чуть поднять его, чтобы прочистить желобки. Но, несмотря на то, что Скотт держал бур настолько легко, насколько только мог, его заклинило почти сразу. А чтобы поднять его всего на несколько сантиметров, потребовались немалые усилия. Но после этого бур застрял снова, ещё хуже, чем прежде. Скотт несколько раз запускал дрель, пытаясь одновременно её чуть приподнять. В какой-то момент наблюдателям в Хьюстоне, следившим за происходящим с помощью телекамеры «Ровера», показалось, что дело пошло, бур действительно углубился примерно на 15 см, но затем опять застрял. В Хьюстоне решили, что глубина достаточна. Скотт попробовал углубить в скважину второй зонд эксперимента по изучению тепловых потоков, но он погрузился только на 105 см. Оказалось, что, когда Скотт в очередной раз чуть приподнял бур, нижняя его секция отделилась и осталась внутри. Но, как показала практика, данные, которые передавал прибор, полностью совпадали с теми, что посылал такой же, установленный позже экипажем «Аполлона-17». Бурение второго отверстия и подключение прибора по изучению тепловых потоков отняли у Скотта в общей сложности 31 минуту.
Тем временем, Ирвин приступил к экспериментам по изучению механики грунта. Впоследствии их результаты могли пригодиться при строительстве долговременных лунных баз. За 6 с половиной минут Ирвин выкопал канавку длиной около 1 м и глубиной 35—40 см. Скотт помог ему упаковать образец грунта со дна канавки в герметичный металлический контейнер и после этого приступил к бурению третьего отверстия для забора глубокой пробы грунта. Бур для этих целей оказался гораздо лучше. Скотт углубил все шесть секций пробы на полную глубину 2,4 метра всего за несколько минут. Однако, хотя бур легко поворачивался в скважине, Скотт никак не мог вытащить его из грунта. Было решено, что астронавты попробуют извлечь бур на следующий день.
Вернувшись к лунному модулю, астронавты, по просьбе Хьюстона, установили на месте посадки «Аполлона-15» флаг США. Ирвин доложил Земле: «Мы выбрали место с горой Хэдли Дельта на заднем плане. Я воткнул флагшток в грунт и стукнул по нему молотком пару раз, так что несколько миллионов лет он точно простоит». После этого астронавты сфотографировали друг друга у флага на камеру Скотта, в которой была чёрно-белая плёнка. Чистой кассеты с цветной плёнкой у них в тот момент под рукой не было, поэтому цветные снимки решено было сделать на следующий день.
После того, как второй выход на лунную поверхность был завершён, Джо Аллен сообщил Скотту и Ирвину, что они установили новый рекорд продолжительности ВКД (внекорабельной деятельности) — 7 часов 12 минут 14 секунд. Но к этому моменту астронавты уже отставали от графика на 1 час 50 минут. Ещё когда они поднялись в лунный модуль, у них оставалось всего 22 часа до старта с Луны. Хьюстон настаивал на взлёте точно по графику и на полноценном 7-часовом ночном отдыхе. Это означало, что третью прогулку придётся неизбежно сокращать.

## Третий день на Луне

### Цена глубокой пробы грунта
В начале третьего выхода на лунную поверхность астронавты сфотографировали друг друга у флага США на цветную фотоплёнку. После этого Скотт поехал на «Ровере» к месту глубокой пробы грунта в одиночку, а Ирвин сказал, что прогуляется туда пешком, чтобы не мучить напарника застёгиванием своих ремней. На самом деле, как выяснилось позже, он просто хотел уединиться, чтобы оставить на Луне несколько личных предметов, которые он специально привёз с Земли. Когда Ирвин догнал Скотта, они решили вытаскивать глубокую пробу вдвоём за рукоятки бура. Надежды, что на этот раз повезёт, не оправдались, бур не трогался с места. Астронавтам нужен был инструмент, вроде домкрата. Но такой появится позже только у «Аполлона-16». Постепенно, подставляя то локти, то плечи под ручки бура, Скотт и Ирвин напрягали все силы на счёт «раз-два-три», вытаскивая бур на несколько сантиметров за одну попытку. Примерно через девять минут Скотт сообщил, что бур поддаётся. Он ещё раз изо всех сил нажал плечом, и бур, наконец, вышел. Никто тогда не узнал, что Скотт при этом растянул мышцы плеча. Теперь оставалось только разделить все шесть секций пробы. На разделение двух верхних секций ушло более 17 минут, но четыре нижние никак не поддавались. Не помогли даже тиски, установленные на «Лунном Ровере». Оказалось, что они непригодны к работе, потому что смонтированы задом наперёд.
На пробу грунта уже было потрачено более 26 минут. Хьюстон дал указание отложить четыре неразделённые секции, чтобы подобрать их в конце прогулки. Чтобы Скотт не думал, что масса времени потрачена впустую, оператор связи Джо Аллен заверил его, что эта проба очень важна, потому что это самая глубокая проба лунного грунта из полученных до тех пор. Позже, на Земле, специалисты насчитают в этой колонке грунта длиной 2,4 метра 58 различных слоёв толщиной от 0,5 см до 21 см. Наибольший интерес представляли глубинные слои, которые в течение миллионов лет не подвергались воздействию космических лучей. Прошло уже больше часа с тех пор, как оба астронавта вышли на лунную поверхность, Хьюстон попросил их начать движение к каньону Хэдли Рилл.

### Поездка к каньону Хэдли Рилл
Астронавты ехали к каньону строго на запад, в противоположном от солнца направлении. Детали рельефа там были неразличимы, всё сливалось. Поэтому для Скотта и Ирвина стало полной неожиданностью, когда всего через полторы минуты после начала поездки они увидели, что начали спускаться в большую низину. По оценке Ирвина, самое низкое место этой впадины лежало примерно на 60 метров ниже равнины, на которой стоял лунный модуль, поэтому её решено было объехать. Дальше на пути они встретили ещё несколько таких котловин. Чуть не доехав до каньона, астронавты сделали короткую остановку (англ. Station 9) для сбора образцов у небольшого молодого кратера, возможно, самого молодого из всех обследованных на тот момент кратеров на Луне. За 13 минут Скотт и Ирвин проехали 2,2 км, до лунного модуля по прямой было 1,6 км. Кратер, у которого они остановились, был весь усыпан камнями, которые на поверку оказались большими и довольно рыхлыми комками спёкшейся реголитовой брекчии. Некоторые из них рассыпались на более мелкие куски, когда астронавты пытались их собрать. Пока Скотт и Ирвин работали, Джо Аллен проинформировал их, что Альфред Уорден успешно совершил манёвр по изменению плоскости орбиты командно-служебного модуля. Это было необходимо для предстоявшей стыковки. Работа у молодого кратера продолжалась ровно 15 минут, после чего Скотт и Ирвин продолжили путь к Борозде Хэдли.
Через несколько сотен метров астронавты остановились. До этой остановки (англ. Station 9А) от лунного модуля они ехали 2,5 км, по прямой до него было 1,8 км. Поставив «Ровер» на безопасном расстоянии от края каньона, Скотт и Ирвин занялись фотографированием. Скотт не заметил камень, споткнулся и упал. Ирвин поспешил на помощь, но командир успел подняться сам. Затем астронавты приступили к сбору геологических образцов.
 Скотт молотком отколол несколько кусков от двух валунов, а Ирвин собрал несколько десятков мелких камешков граблями-ковшом и взял пробу грунта, углубив две секции трубки-пробоотборника. Хьюстон попросил их собрать ещё по одному камню примерно 15 см в поперечнике без документирования и после этого двигаться дальше. Скотту понравился большой камень, который нельзя было поднять щипцами. Он закатил его рукой по правой ноге до бедра и, придерживая, донёс таким образом до «Ровера», поскольку в левой руке держал гномон. Этот камень весом 9,6 кг впоследствии стал известен, как «Великий Скотт» (англ. Great Scott). Он стал вторым по величине и массе геологическим образцом из всех, собранных в ходе программы Аполлон. В месте этой остановки Скотт и Ирвин работали почти 54 минуты.
Садясь в «Ровер», Ирвин заметил, что Солнце припекает всё сильнее и что ему в скафандре теплее, чем было накануне. Скотт подтвердил, что у него такие же ощущения. Солнце поднялось уже на 39° над горизонтом, температура на поверхности грунта составляла 70 °C. Дальше астронавтам нужно было проехать несколько сотен метров на север вдоль края каньона и сделать ещё одну очень короткую остановку только для фотографирования, чтобы у специалистов была стереокартина противоположной стены Борозды Хэдли. Хьюстон хотел, чтобы они вернулись к лунному модулю не позднее, чем через 45 минут, не посещая Северный Комплекс. До старта оставалось всего пять с половиной часов. Скотт и Ирвин проехали около трёхсот метров и остановились (англ. Station 10). Пройденное к этому моменту расстояние составило 2,8 км, до «Фалкона» по прямой было 2 км. Ирвин отснял панораму окрестностей, а Скотт сделал 68 снимков камерой с 500-мм объективом. Через 12 минут после остановки Скотт в последний раз помог Ирвину пристегнуться, и они двинулись в обратный путь. До «Фалкона» они добрались всего за четверть часа. Третья и последняя поездка экипажа «Аполлона-15» на «Лунном Ровере» завершилась. Она продолжалась 1 час 57 минут, было покрыто расстояние 5 км 100 м, собрано 27,3 кг образцов породы.

### Завершение третьей прогулки
Хьюстон сообщил астронавтам, что для доставки на Землю секции бура не обязательно разделять все, достаточно отделить две секции от двух других. Скотт руками попытался их раскрутить, и одна секция, совершенно неожиданно, отвернулась. На Земле решили, что с секциями бура больше возиться не стоит. Пока всё это происходило, телекамера «Ровера» два раза заваливалась объективом то вверх, то вниз. Каждый раз астронавты её поправляли. Эти проблемы начались ещё во время второго выхода. Послеполётный анализ показал, что причиной неполадок была фрикционная передача механизма поворота камеры в вертикальной плоскости, выполненная из эластомера. На Земле эта деталь успешно прошла испытания при температуре 50°С, но во время третьей ВКД, как показал анализ полученной информации, поверхность агрегатов «Ровера» нагрелась до 82°С.
В конце третьего выхода на поверхность Скотт погасил на Луне почтовую марку, использовав при этом обычный штемпель и штемпельную подушечку. На марке было написано: «Соединённые Штаты в космосе. Десятилетие достижений», а на штемпеле: «2 августа 1971, первый день выпуска». Штемпель отпечатался не очень чётко, и Скотт предпринял вторую попытку, но с тем же успехом. Тогда Ирвин посоветовал сделать отпечаток большого пальца перчатки. Скотт сделал несколько «пыльных» отпечатков.
«У меня есть ещё кое-что, — сказал Скотт, — думаю, вам будет интересно. И это займёт не больше минуты». То, что произошло дальше на глазах у телезрителей на Земле, он сопровождал своими комментариями:

Итак, в левой руке я держу перо, в правой — молоток. И я думаю, тем, что мы сегодня находимся здесь, мы обязаны джентльмену по имени Галилео, который давно сделал весьма значительное открытие о падении тел в гравитационном поле. Мы решили, что лучшего места, чем Луна, для подтверждения его выводов просто не найти. И сейчас мы для вас поставим здесь опыт. Перо — это, как и подобает, соколиное перо, в честь нашего «Фалкона». И я брошу эти два предмета, и, надеюсь, они упадут на поверхность одновременно… Ну, как!!! Это доказывает правоту мистера Галилео!
Оригинальный текст (англ.)
Well, in my left hand, I have a feather; in my right hand, a hammer. And I guess one of the reasons we got here today was because of a gentleman named Galileo, a long time ago, who made a rather significant discovery about falling objects in gravity fields. And we thought where would be a better place to confirm his findings than on the Moon. And so we thought we'd try it here for you. The feather happens to be, appropriately, a falcon feather for our Falcon. And I'll drop the two of them here and, hopefully, they'll hit the ground at the same time. How about that! Which proves that Mr. Galileo was correct in his findings.

Перо и молоток падали с одинаковым ускорением и находились в свободном падении 1,3 секунды. Этот «Опыт Галилея» (англ. «Galileo Experiment») наглядно продемонстрировал, что в безвоздушном пространстве предметы падают с одинаковой скоростью, независимо от их массы.

«Аполлон-15» был первой экспедицией, в которой старт взлётной ступени лунного модуля с Луны планировалось показать в прямом эфире по телевидению. Скотт поставил «Лунный Ровер» в ста с небольшим метрах к востоку от «Фалкона», чтобы Солнце не попадало в объектив. 
 После этого он почти две минуты не отзывался на просьбы Джо Аллена сориентировать антенну высокого усиления на Землю. Как выяснилось на первой пресс-конференции после полёта, в это время Скотт воткнул в лунный грунт небольшую табличку с именами четырнадцати погибших советских космонавтов и американских астронавтов. Перед ней он положил маленькую (8,5 см в высоту) алюминиевую фигурку Павшего Астронавта. Этот символический ритуал все трое членов экипажа «Аполлона-15» задумывали, как глубоко личную церемонию, она не была заранее согласована с руководством НАСА. Фамилии космонавтов и астронавтов были перечислены в порядке букв английского алфавита: Чарльз Басетт, Павел Беляев, Роджер Чаффи, Георгий Добровольский, Теодор Фримэн, Юрий Гагарин, Эдвард Гивенс, Вирджил Гриссом, Владимир Комаров, Виктор Пацаев, Эллиот Си, Владислав Волков, Эдвард Уайт, Клифтон Уильямс, (имена советских космонавтов Валентина Бондаренко и Григория Нелюбова, гибель которых тогда ещё держалась в тайне, упомянуты не были). Затем Скотт прислонил к ручке управления «Ровера» маленькую Библию красного цвета. Когда он, наконец, сориентировал антенну, в Хьюстоне увидели правое переднее крыло луномобиля — камера смотрела вниз. Скотт её поправил.
Астронавты загрузили всё, что необходимо было взять с собой на Землю, в кабину лунного модуля. Три неразделённые секции пробы грунта решено было положить на пол, перед обшивкой двигателя. Третий выход на поверхность Луны продолжался 4 часа 49 минут 50 секунд. Общее время, проведённое астронавтами «Аполлона-15» на Луне за пределами корабля, составило 18 часов 34 минуты 46 секунд.

## Взлёт с Луны и стыковка
После наддува кабины астронавты впервые за три дня пребывания на Луне не сняли скафандры, они сняли только перчатки, шлемы и ранцы портативной системы жизнеобеспечения, подключив к скафандрам кислородные и водяные шланги лунного модуля. За 23 минуты до взлёта в Хьюстоне было сделано объявление для прессы о том, что телекамера «Лунного Ровера» из-за возникших проблем не будет отслеживать подъём «Фалкона», а покажет только статичный план. В момент, когда после старта с Земли прошёл 171 час 37 минут 16 секунд, Дэвид Скотт нажал кнопку разделения ступеней и запустил двигатель, после чего подтвердил бортовому компьютеру, что можно продолжать программу. Через 9 секунд взлётная ступень «Фалкона» оторвалась от посадочной и начала быстро подниматься. И сразу в радиоэфире зазвучала музыка песни ВВС США «Поехали! В голубую высь!» (англ. «Off We Go Into The Wild Blue Yonder»).
 Скотт позднее рассказывал, что все члены экипажа планировали это заранее, только Уорден должен был запустить плёнку не сразу, а примерно через минуту, когда начальная и наиболее критичная фаза подъёма будет уже позади. Несколько секунд в Хьюстоне никто не мог понять, что происходит. По словам Скотта, после полёта ему здорово попало из-за этого инцидента, но в глазах у всех, кто его отчитывал, он видел улыбку. Как вспоминал Уорден в 1999 году, он думал, что заводит песню только для Хьюстона, и не знал, что кто-то на Земле переключил связь в режим, когда все слышали всех.
Когда «Фалкон» поднялся всего на 15 метров, был совершён манёвр переворота. Взлётная ступень лунного модуля повернулась на 54° к вертикали. В отличие от Земли, в безвоздушном пространстве Луны можно было увеличивать горизонтальную скорость корабля практически сразу после старта. В 1999 году Скотт вспоминал: «Мы летели иллюминаторами вниз прямо над каньоном и вдоль него. Виды были потрясающие. Лучшего прощания с Луной трудно было придумать». По словам Скотта, никакого шума во время старта и взлёта в кабине не было, кроме свистящих звуков «Ш-ш-ш-ш-ш-ш…», как будто ветер дует в окно. Перегрузок практически тоже не было, от 1/6 G они увеличились примерно до 1/2 G. Скотту и Ирвину впервые предстояло осуществить сближение и стыковку кораблей на окололунной орбите по схеме «прямой встречи» (англ. direct rendezvous). Она требовала меньшего количества включений двигателя взлётной ступени, но большей точности наведения и навигации. Весь процесс можно было осуществить в течение одного витка, то есть чуть меньше, чем за два часа.
Через 8 минут после взлёта «Фалкон» вышел на эллиптическую орбиту с апоселением 77,8 км и периселением 16,7 км. Как только в кабине наступило состояние невесомости, она вся заполнилась плавающей лунной пылью и мелкими частицами грунта. Но Скотт и Ирвин были в скафандрах, с закрытыми гермошлемами. Через минуту после выхода на окололунную орбиту Уорден сообщил, что радар «Индевора» засёк лунный модуль на расстоянии 235 км. Ещё через 11 минут расстояние между кораблями сократилось до 174 км, скорость сближения составила 108 м/с. С расстояния 130 км Уорден в секстант разглядел вспыхивавший в темноте сигнальный фонарь «Фалкона». Когда оба корабля находились над обратной стороной Луны, на 3 секунды был включён двигатель взлётной ступени «Фалкона» для совершения манёвра начала завершающей фазы сближения. Затем Скотт тремя манёврами торможения погасил скорость «Фалкона» относительно «Индевора» с 7,6 м/с до 1,5 м/с.
Стыковка состоялась через 1 час 59 минут после взлёта «Фалкона» с Луны, скорость сближения в момент стыковки составила 0,03 м/с. Уорден приветствовал Скотта и Ирвина гостеприимным «Добро пожаловать домой!». Он включил вентиляторы вытяжки в командном модуле, чтобы они притягивали частицы лунной пыли, и начал выравнивать давление между двумя кораблями. После открытия люков Скотт и Ирвин почистили свои скафандры пылесосом, который им передал Уорден. Во время очередного пролёта над обратной стороной Луны Скотт и Ирвин перенесли в командный модуль контейнеры с образцами грунта, камерами, кассетами с плёнкой и секциями глубокой пробы грунта. Три неразделённые секции пробы Уорден, по совету Хьюстона, привязал в нижнем отсеке командного модуля, под креслами астронавтов. Экипаж старался не допустить загрязнения «Индевора», но лунная пыль в него всё-таки проникла. Уорден начал чистить кабину командного модуля пылесосом, а Скотт и Ирвин принялись за подготовку «Фалкона» к сбросу на лунную поверхность. Затем они перешли в командный модуль.
Дальше у астронавтов возникли проблемы с разгерметизацией переходного тоннеля. Его пришлось снова наддувать, открывать люки и проверять уплотнители. Кроме того, четырежды пришлось проверять герметичность скафандров. Наиболее вероятной причиной всего этого было загрязнение частицами лунной пыли. В результате, «Фалкон» был сброшен на 2 часа 10 минут позже первоначально запланированного времени. Скотт отвёл «Индевор» на безопасное расстояние. Пока всё это происходило на окололунной орбите, медики на Земле встревожились из-за того, что у уставших Скотта и Ирвина была зарегистрирована сердечная аритмия — преждевременное сокращение желудочков. У Ирвина к тому же был отмечен спаренный сердечный ритм. То же самое у него наблюдалось и на Луне, во время третьего выхода на поверхность. Тогда ещё никто не знал, что это были первые симптомы болезни сердца, которая оборвёт жизнь астронавта 8 августа 1991 года, на следующий день после 20-летнего юбилея возвращения «Аполлона-15» на Землю. Хьюстон посоветовал Скотту и Ирвину принять по таблетке снотворного (секонала) и поскорее лечь спать. Астронавты, однако, не стали принимать успокоительное. Через 1 час 34 минуты после сброса «Фалкона», по команде с Земли, его двигатель был включён на торможение. Через 25 минут после этого взлётная ступень лунного модуля врезалась в поверхность Луны под углом 3,2° на скорости почти 1,7 км/с. Из-за всех задержек это произошло не в расчётном районе, недалеко от места посадки «Аполлона-15», а в 93 километрах к западу от Хэдли — Апеннин. Сейсмические колебания зарегистрировали все три сейсмометра, оставленные на Луне «Аполлоном-12», «Аполлоном-14» и «Аполлоном-15». Астронавты покончили со всеми делами и начали укладываться спать на 3,5 часа позже, чем было предусмотрено полётным планом. С тех пор, как Скотт и Ирвин проснулись и начали подготовку к последнему выходу на лунную поверхность, прошло уже более 23 часов, а Уорден не спал больше 21 часа. Это был самый напряжённый день в ходе всей миссии.

## Работа на лунной орбите
3 августа (9-й день полёта) астронавты проводили эксперименты с помощью оборудования, установленного в модуле научных приборов, и фотографировали лунную поверхность. Хьюстон попросил сделать акцент на съёмке областей вблизи терминатора и фотографировать как можно больше, поскольку не было никакого смысла везти на Землю неотснятую плёнку. Был также проведён второй эксперимент по наблюдению вспышек (фосфенов). В качестве испытуемого на этот раз выступил один Ирвин. За 34 минуты он наблюдал 12 вспышек.
На следующий день, 4 августа, рано утром, когда астронавты ещё спали, Хьюстон предпринял попытку включить телекамеру «Лунного Ровера». Камера включилась нормально, показала посадочную ступень «Фалкона» и окрестности при более высоком Солнце. Однако через 12 минут после начала телесеанса связь неожиданно оборвалась, попытки её восстановить оказались безрезультатными. Начав очередной рабочий день, астронавты во время одного из витков, находясь над теневой стороной Луны, перед самым восходом Солнца в течение нескольких минут снимали на кино- и фотоплёнку солнечную корону. Хьюстон также попросил их включить панорамную камеру и не выключать её до полного израсходования плёнки в кассете. Всего на панорамную камеру было отснято более 1500 снимков, каждый из них в длину занимал более 1 метра плёнки. Таким образом, было отснято почти два километра плёнки.
Перед тем, как покинуть окололунную орбиту, астронавты запустили из модуля научных приборов небольшой искусственный спутник Луны, предназначенный для измерения её магнитного и гравитационного полей и плотности и энергии заряженных частиц в окололунном пространстве. Мини-спутник массой 35,6 кг был катапультирован в тот момент, когда корабль пересекал плоскость экватора Луны. На этом программа работы на окололунной орбите была выполнена, оставалось только подготовить корабль к включению маршевого двигателя для возвращения на Землю.
Маршевый двигатель «Индевора» был включён на 74-м витке вокруг Луны, когда корабль находился за её диском. Он проработал 2 минуты 21 секунду, разогнав корабль до скорости 2,6 км/с. «Аполлон-15» перешёл на траекторию полёта к Земле. Через несколько минут после этого корабль был развёрнут на 180°, соплом двигателя в сторону движения, чтобы астронавты могли фотографировать Луну. Глядя в иллюминатор, Скотт доложил Хьюстону: «Результаты включения двигателя заметны невооружённым глазом уже сейчас. Мы поднимаемся прямо вверх над терминатором. Нет никаких сомнений в том, что мы улетаем».

## Полёт к Земле
На 11-й день полёта, 5 августа, «Индевор» пересёк границу сферы преимущественного гравитационного влияния Луны. Это произошло, когда корабль находился в 328 220 км от Земли. В тот же день Уорден совершил первый в истории выход в открытый космос в межпланетном пространстве, чтобы достать отснятые кассеты панорамной и картографирующей камер. Держась за поручни, смонтированные на обшивке корабля, он трижды перемещался к модулю научных приборов. Два раза за кассетами и третий — чтобы осмотреть картографирующую камеру, которая за день до этого не убралась в свой отсек. Он внимательно осмотрел её со всех сторон, но не нашёл ничего необычного. Вернувшись назад, Уорден закрыл люк. Этот выход в открытый космос продолжался 39 минут 56 секунд, при этом люк был открыт всего 20 минут.
На 12-й день полёта, 6 августа, экипаж провёл третий эксперимент по наблюдению фосфенов. За 1 час наблюдений астронавты зафиксировали 25 вспышек: Скотт — 6, Уорден — 9 и Ирвин — 10. В тот же день экипаж «Аполлона-15» наблюдал и фотографировал полное лунное затмение. Корабль находился почти посередине между Луной и Землёй, Луна из этой точки пространства выглядела почти полной, а Земля представала как очень узкий серп. Пока Луна была в тени Земли, экипаж дал пресс-конференцию, которая транслировалась по телевидению. Когда у астронавтов начался 9-часовой период ночного отдыха, до приводнения в Тихом океане оставалось 17 часов. «Индевор» в это время находился в 160 475 км от Земли, его скорость увеличилась до 1,764 км/с. В Центре управления полётами в Хьюстоне прессе сообщили об изменениях температуры на поверхности Луны во время затмения. На месте прилунения «Аполлона-14» она понизилась с 78,8°С до −101,4°С, а в месте посадки «Аполлона-15» с 60°С до −97,3°С. Температуры замерялись на верхней поверхности солнцезащитных экранов центральных станций комплектов научных приборов ALSEP, оставленных на Луне.

## Приводнение
7 августа 1971 года, в последний, тринадцатый день полёта, за три с небольшим часа до посадки была проведена единственная из трёх изначально запланированных на обратный путь коррекций траектории. На 21 секунду были включены два двигателя системы ориентации служебного модуля в направлении, противоположном направлению движения, что уменьшило скорость корабля на 1,7 м/с. Ровно за 3 часа до посадки «Индевор» находился в 43 511 км от Земли, его скорость в этот момент составляла 3,783 км/с.
Затем были разделены и разведены на безопасное расстояние командный и служебный модули. За 13 с половиной минут до расчётного времени посадки корабль вошёл в плотные слои атмосферы на скорости 11 км/с. В течение 63 секунд после этого перегрузки возросли до 3 G, а ещё через 16 секунд — до 6,2 G. На высоте 7300 метров, за 5 с небольшим минут до посадки, была сброшена передняя термозащита, закрывавшая верхнюю часть конуса «Индевора», где располагались парашюты. Через 1,5 секунды раскрылись вспомогательные тормозные парашюты, скорость корабля упала с 500 до 280 км/ч. За 4 минуты 18 секунд до приводнения, на высоте 3000 метров, раскрылись и три основных парашюта. В баках системы ориентации «Индевора» в этот момент оставалось ещё довольно много очень высокотоксичных топлива и окислителя — гидразина и тетраоксида диазота, от которых необходимо было избавиться до приводнения путём включения двигателей системы ориентации до полного сжигания ядовитых компонентов. После полёта Уорден вспоминал, что сначала он отчётливо видел все три раскрывшихся основных парашюта. Но после включения двигателей иллюминаторы заволокло красноватым облаком. Когда оно рассеялось, астронавты увидели, что один из основных парашютов как бы сдулся. Причина этого после полёта не была установлена однозначно. Но считается, что, скорее всего, повреждение парашюта было вызвано именно включением двигателей системы ориентации.
«Индевор» приводнился на скорости 35,1 км/ч, вместо штатных 30,7 км/ч. Никаких повреждений не было. Только прибор оптического визирования в нижнем отсеке оборудования командного модуля сорвался со своего крепления и упал. Корабль сел на 32 секунды раньше, чем если бы он снижался на трёх парашютах. Место посадки находилось в Тихом океане в 530 километрах от Перл-Харбора, в точке с координатами 26°07′30″ с. ш. 158°09′00″ з. д.. Вертолёт со спасателями-аквалангистами прибыл уже через несколько минут. Как рассказывал Скотт во время послеполётного опроса, операция по подъёму экипажа прошла гладко, как во время тренировок в Мексиканском заливе. Через 40 минут после приводнения Дэвид Скотт, Альфред Уорден и Джеймс Ирвин были доставлены на борт находившегося неподалёку вертолётоносца «Окинава». Ещё через час туда же доставили и «Индевор». Эпопея «Аполлона-15» благополучно завершилась. Она продолжалась 12 суток 7 часов 11 минут и 53 секунды. В честь возвращения астронавтов был сразу устроен торжественный обед — они стали первыми, кто после пребывания на Луне не подвергся послеполётному карантину.
- Джеймс Ирвин выступает на обеде на борту вертолётоносца «Окинава» после приводнения
- Дэвид Скотт с микрофоном. Под ногтями отчётливо видны синяки
- Альфред Уорден
- Командный модуль «Индевор» на борту вертолётоносца «Окинава»

## Итоги и выводы
НАСА назвало полёт «Аполлона-15» самым успешным из всех состоявшихся пилотируемых полётов. Через четыре месяца после его благополучного завершения, в декабре 1971 года, был подготовлен обширный доклад, в котором были сделаны следующие выводы:
- Миссия «Аполлона-15» продемонстрировала, что в результате увеличения объёмов расходуемых материалов и установки научных приборов командный и служебный модули стали эффективными средствами сбора научной информации. Данные, передававшиеся в режиме реального времени, позволили учёным вместе с астронавтами участвовать в принятии решений для максимизации научных результатов[117].
- Полёт показал, что модифицированные ракета-носитель и космический корабль могут доставлять гораздо больше грузов, чем прежде, а улучшенная система обеспечения жизнедеятельности — безопасно увеличивать время пребывания на Луне.
- Мобильная телекамера, управляемая с Земли, позволила учёным и специалистам в режиме реального времени участвовать во внекорабельной деятельности астронавтов на поверхности Луны.
- Практическая ценность «Лунного Ровера» была подтверждена путём значительного увеличения перемещаемых грузов и территории исследуемой лунной поверхности.
- Лунный передатчик информации предоставил возможность непрерывной связи в пути и во время остановок на большом удалении от лунного модуля.
- «Аполлон-15» продемонстрировал, что экипаж может в большей степени выполнять функции научных наблюдателей и исследователей, доверив мониторинг технических параметров миссии персоналу на Земле.
- Уникальная способность человека наблюдать и мыслить творчески ещё раз подчеркнула ценность пилотируемых космических полётов. Это выразилось в том, что многие задания были дополнены экипажем с целью получения максимальной научной отдачи[117].

«Аполлон-15», по сути, стал последней миссией в рамках программы «Аполлон», в ходе которой ставились и были успешно решены принципиально новые инженерно-технические задачи. В результате первой высадки на Луну астронавтов «Аполлона-11» Нила Армстронга и Эдвина Олдрина было практически доказано, что посадка возможна и что люди могут находиться на поверхности Луны и выполнять полезную работу. «Аполлон-12» и Чарлз Конрад и Алан Бин показали, что посадку на Луну можно осуществлять с очень большой точностью и что люди могут работать на её поверхности безо всяких проблем по нескольку часов подряд. Экипаж «Аполлона-14» Алан Шепард и Эдгар Митчелл продемонстрировали, что люди на Луне способны пешком преодолевать довольно значительные расстояния и что им вполне под силу самостоятельно вернуться к своему кораблю, в случае поломки будущих лунных транспортных средств. Экипаж «Аполлона-15» успешно испытал само это транспортное средство, «Лунный Ровер», и доказал, что астронавты могут находиться на Луне продолжительное время, до трёх суток, а в перспективе и дольше, и что беспрерывно работать на поверхности можно до 8 часов. Таким образом, была практически подтверждена возможность создания на Луне постоянно действующих обитаемых баз.
В ходе полёта было много незначительных отказов техники. Но они не помешали успешному выполнению полётного задания и были учтены при подготовке последующих миссий. «Аполлон-15» показал, что есть все основания ожидать от остававшихся двух лунных экспедиций ещё более впечатляющих результатов.

## Скандалы после полёта
Вскоре после полёта Дэвид Скотт, Альфред Уорден и Джеймс Ирвин оказались в центре скандала. Выяснилось, что без разрешения НАСА они взяли с собой в полёт на Луну и привезли обратно 398 конвертов с марками, на которых сразу после полёта на борту вертолётоносца «Окинава» были сделаны специальные гашения, а сами астронавты поставили свои автографы. Это было сделано по договорённости с гражданином США Уолтером Айерманом (англ. Walter Eiermann), который выступал посредником немецкого бизнесмена Германа Зигера (нем. Hermann Sieger). По условиям сделки, 298 конвертов оставались у астронавтов. Они же получали за услуги по 7000 долларов США каждый. 100 конвертов передавались Зигеру с условием, что они не пойдут в продажу до окончания программы Аполлон. Но последний начал продавать их в Европе уже в сентябре 1971 года по цене 1500 долларов за штуку. Узнав об этом, Скотт потребовал вернуть оставшиеся конверты. Все астронавты отказались от вознаграждения и возвратили полученные суммы. Но скандал набирал обороты, разбирательство инцидента вышло на уровень Конгресса США. В результате, все 298 конвертов были конфискованы, а астронавты подвергнуты дисциплинарной ответственности и отстранены от подготовки к дальнейшим полётам. Вскоре они были вынуждены покинуть НАСА.
В 1983 году после поданного иска к правительству все конверты астронавтам были возвращены. В январе 2008 года конверт за № 214 (это нумерация НАСА при конфискации), принадлежавший Дэвиду Скотту, был продан на аукционе «Novaspace» его дочерью Трейси Скотт за 15 000 долларов США.
Похожий скандал чуть позже разгорелся и вокруг копий фигурки Павшего Астронавта, первого и единственного пока произведения искусства, доставленного на Луну. Изначально у экипажа «Аполлона-15» существовала чёткая договорённость с бельгийским скульптором Полом ван Хуйдонком (нидерл. Paul van Hoeydonck), взявшимся изготовить фигурку, о том, что никакого коммерческого её использования быть не должно. На первой послеполётной пресс-конференции астронавты рассказали о проведённой ими на Луне мемориальной церемонии в честь погибших советских и американских покорителей космоса. Однако, в соответствии с договорённостью, они не назвали имени скульптора. В ноябре 1971 года Смитсоновский институт выразил пожелание разместить в своей экспозиции копии фигурки и таблички с именами космонавтов и астронавтов. Члены экипажа «Аполлона-15» согласились, с условием, что экспонаты будут представлены со вкусом и безо всякой рекламы. Дэвид Скотт пообещал достать копии фигурки и таблички и предоставить их музею. В марте 1972 года он послал в Смитсоновский институт несколько копий таблички. А в апреле того же года ван Хуйдонк, по просьбе Скотта, направил туда же и копию фигурки. В настоящее время они находятся в экспозиции Национального музея авиации и космонавтики Смитсоновского института.
В мае 1972 года Скотт узнал, что дополнительные копии статуэтки могут быть выставлены на продажу. В письме ван Хуйдонку он попросил проверить эти слухи. Скульптор подтвердил информацию, подчеркнув, что он не видит для этого никаких препятствий. Астронавты «Аполлона-15» категорически не согласились с такой позицией, заявив, что их первоначальная договорённость с ван Хуйдонком запрещает любую коммерциализацию фигурки Павшего Астронавта. Ещё через два месяца, в июле, в журнале Art in America появилось рекламное объявление, в котором говорилось, что 950 копий фигурки с автографом скульптора скоро будут продаваться в галерее Уодела (англ. The Waddell Gallery) в Нью-Йорке по цене 750 долларов за штуку и что готовится дополнительный тираж изделий подешевле (конкретная цена не была указана). НАСА выступило с негативными комментариями, после которых ван Хуйдонк отозвал своё разрешение на проведение распродажи и ни одна фигурка не была продана.

## «Аполлон-15» в массовой культуре
Полёту «Аполлона-15» целиком посвящена одна из серий 12-серийного телесериала «С Земли на Луну» 1998 года. Автором сценария и одним из продюсеров является Том Хэнкс. Вместе с ним продюсерами сериала стали: Брайан Грейзер, Рон Ховард и Майкл Бостик. Том Хэнкс также во всех сериях, кроме последней (хотя в ней он тоже появляется), играет главную роль рассказчика, который представляет каждую серию. 10-я серия, рассказывающая о полёте «Аполлона-15», называется «Галилео был прав» (англ. Galileo was Right).